# Alkmaar
Alkmaar (anhörenⓘ; westfriesisch Alkmar, deutsch Alkmar) ist eine Stadt in der Provinz Noord-Holland der Niederlande. Zu ihr gehört auch Oudorp im Norden und die Hälfte des Dorfes Koedijk (siehe auch Langedijk). Die Einwohnerzahl lag am 1. Januar 2025 bei 112.923.

## Geografie
Alkmaar liegt zwischen der Nordsee und dem IJsselmeer, ca. 50 Kilometer nordwestlich von Amsterdam. Die Gesamtfläche der Gemeinde beträgt 117,35 km².
Dörfer innerhalb der Gemeinde sind
- Koedijk (Koedík)
- Omval
- Oudorp (Ouddurp)
- De Rijp
- Driehuizen
- Graft
- Grootschermer
- Markenbinnen
- Noordeinde
- Oterleek
- Schermerhorn
- Starnmeer
- Stompetoren
- West- en Oost-Graftdijk
- Zuidschermer

## Geschichte

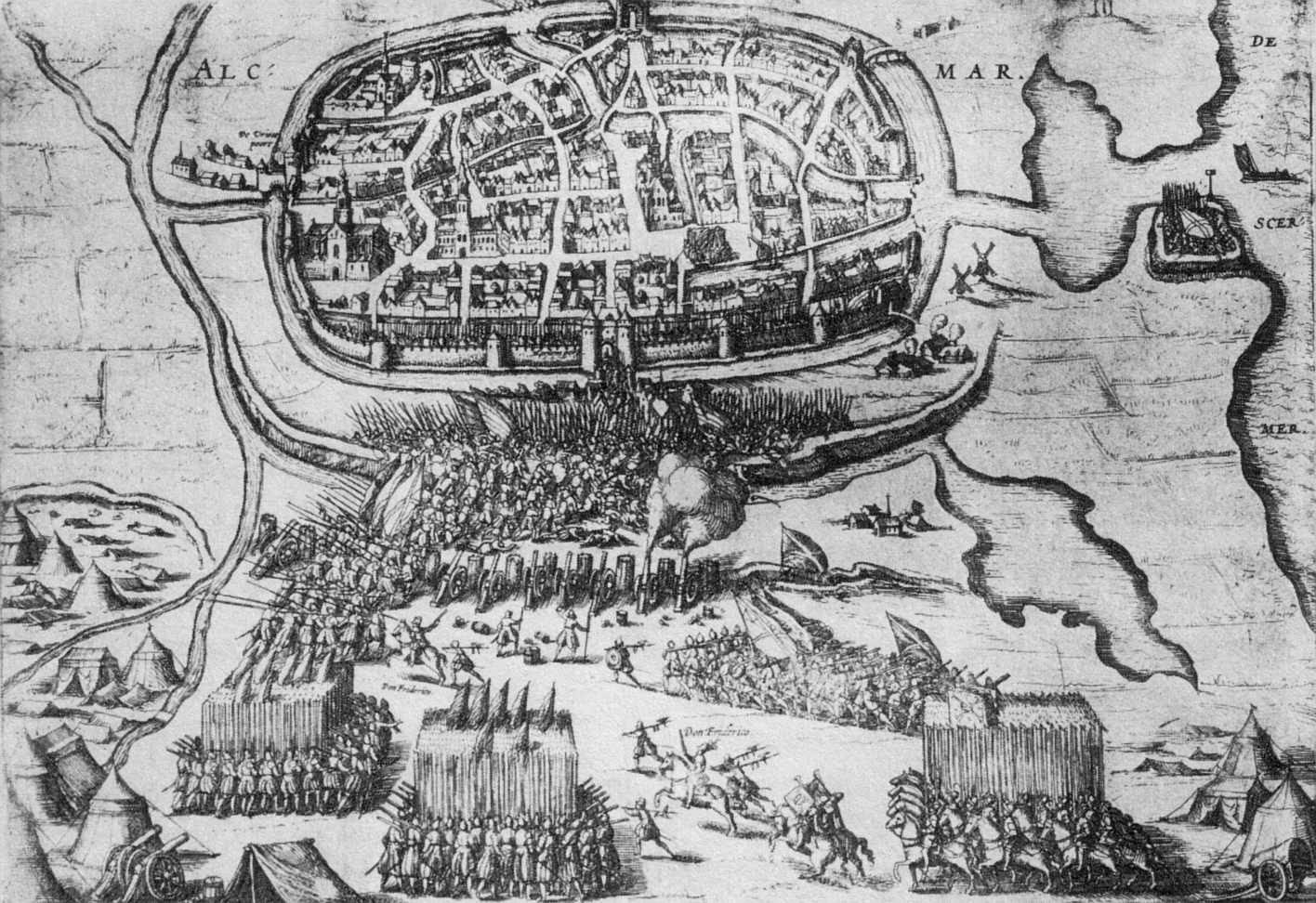
Schlacht bei Alkmaar 1573

Im Jahr 1254 wurde Alkmaar vom holländischen Grafen Wilhelm II. das Stadtrecht verliehen. Aber schon im 11. Jahrhundert entstand um eine Kirche, die zum Kirchspiel von Heiloo gehörte, eine Siedlung von Händlern und Bauern.
Die Stadt wurde 1573 zum Symbol des niederländischen Freiheitskampfs und erhielt ihr Motto: „Die Siegreiche“ (Alcmaria victrix), das auch als Wappenspruch erscheint. Als im Achtzigjährigen Krieg die Spanier nach mühsamem Kampf Haarlem eingenommen hatten, rückten sie auf Alkmaar vor und belagerten die Stadt. Aber durch den Mut der Verteidiger der Stadt, die Kampfmüdigkeit der Belagerer und durch taktische Überflutungen der umliegenden Polder mussten die Belagerer am 8. Oktober 1573 aufgeben. Ähnlich wie in Leiden wird dieser Tag jedes Jahr noch gefeiert.
Im frühen 17. Jahrhundert hatte Alkmaar unter dem Religionsstreit zwischen verschiedenen protestantischen Richtungen zu leiden.
Alkmaar feierte im Jahr 2004 sein 750-jähriges Bestehen.

## Politik

### Sitzverteilung im Gemeinderat
Der Gemeinderat setzt sich seit 1982 wie folgt zusammen:
| Partei                          | Sitze a | Sitze a | Sitze a | Sitze a | Sitze a | Sitze a | Sitze a | Sitze a | Sitze a | Sitze a | Sitze a |
| Partei                          | 1982    | 1986    | 1990    | 1994    | 1998    | 2002    | 2006    | 2010    | 2014    | 2018    | 2022    |
| ------------------------------- | ------- | ------- | ------- | ------- | ------- | ------- | ------- | ------- | ------- | ------- | ------- |
| D66                             | 1       | 1       | 6       | 5       | 3       | 1       | 1       | 4       | 4       | 4       | 5       |
| Onafhankelijke Partij Alkmaar c | –       | –       | –       | –       | –       | 8       | 5       | 7       | 10      | 6       | 5       |
| GroenLinks                      | –       | –       | 5       | 5       | 5       | 3       | 3       | 4       | 4       | 6       | 5       |
| Belangen Alkmaarse Samenleving  | –       | –       | –       | –       | –       | –       | –       | –       | –       | 2       | 4       |
| VVD                             | 7       | 5       | 4       | 5       | 6       | 4       | 4       | 4       | 5       | 6       | 4       |
| PvdA                            | 9       | 12      | 9       | 7       | 9       | 8       | 11      | 7       | 6       | 4       | 3       |
| CDA                             | 9       | 7       | 8       | 7       | 6       | 6       | 4       | 3       | 5       | 4       | 3       |
| Leefbaar Alkmaar                | –       | –       | –       | –       | –       | 4       | 2       | 3       | 3       | 2       | 3       |
| PvdD                            | –       | –       | –       | –       | –       | –       | –       | –       | –       | 2       | 2       |
| SeniorenPartij Alkmaar          | –       | –       | –       | –       | –       | –       | –       | –       | 2       | 2       | 2       |
| FvD                             | –       | –       | –       | –       | –       | –       | –       | –       | –       | –       | 1       |
| SP                              | 0       | 0       | 0       | 2       | 4       | 3       | 5       | 3       | –       | –       | 1       |
| ChristenUnie                    | –       | –       | –       | –       | –       | 0       | 1       | 0       | 0       | 1       | 1       |
| TROTS                           | –       | –       | –       | –       | –       | –       | –       | 2       | –       | –       | –       |
| Om Alkmaar b                    | –       | –       | –       | –       | –       | –       | 1       | –       | –       | –       | –       |
| Stadsbelang c                   | 4       | 9       | 5       | 5       | 4       | –       | –       | –       | –       | –       | –       |
| Centrumpartij ’86               | –       | –       | –       | 1       | –       | –       | –       | –       | –       | –       | –       |
| PSP                             | 3       | 2       | –       | –       | –       | –       | –       | –       | –       | –       | –       |
| PPR                             | 3       | 2       | –       | –       | –       | –       | –       | –       | –       | –       | –       |
| CPN                             | 2       | 1       | –       | –       | –       | –       | –       | –       | –       | –       | –       |
| Gesamt                          | 35      | 37      | 37      | 37      | 37      | 37      | 37      | 37      | 39      | 39      | 39      |

Anmerkungen

### Städtepartnerschaften
- Bath, Vereinigtes Königreich
- Troyes, Frankreich
- Darmstadt, Deutschland
- Tata, Ungarn
- Bergamo, Italien

### Wappen
Blasonierung des Wappenschildes: „In Rot ein runder silberner Rundturm mit vorkragender Basis, darin ein offenes Portal mit halbgezogenem silbernem Fallgatter, beseitet von zwei schwarzen Fenstern, ein weiteres im Turmschaft und einem vorkragenden Zinnenkranz.“

## Verkehr, Wirtschaft, Infrastruktur
- Die Stadt verfügt über Autobahn- (Rijksweg 9) und Eisenbahn-Anschluss (Bahnhof Alkmaar und Haltepunkt Alkmaar Noord an der Bahnstrecke Nieuwediep–Amsterdam)
- Der Öffentliche Personennahverkehr wird mit Bussen vom Verkehrsunternehmen Connexxion durchgeführt. Hauptumsteigepunkt ist der Busbahnhof direkt nordöstlich des Bahnhofs. Von hier gibt es außerdem eine Linienbusverbindung („Qliner“-Linie 350 von Arriva) nach Leeuwarden über den Abschlussdeich.
- Es gibt viele Einzelhandelsgeschäfte, verschiedene Kleinindustriebetriebe und ein Großhandelsunternehmen für Elektroteile.
- Die Stadt hat ein Krankenhaus, mehrere Schulen und verschiedene kulturelle Einrichtungen.

## Kultur und Sehenswürdigkeiten

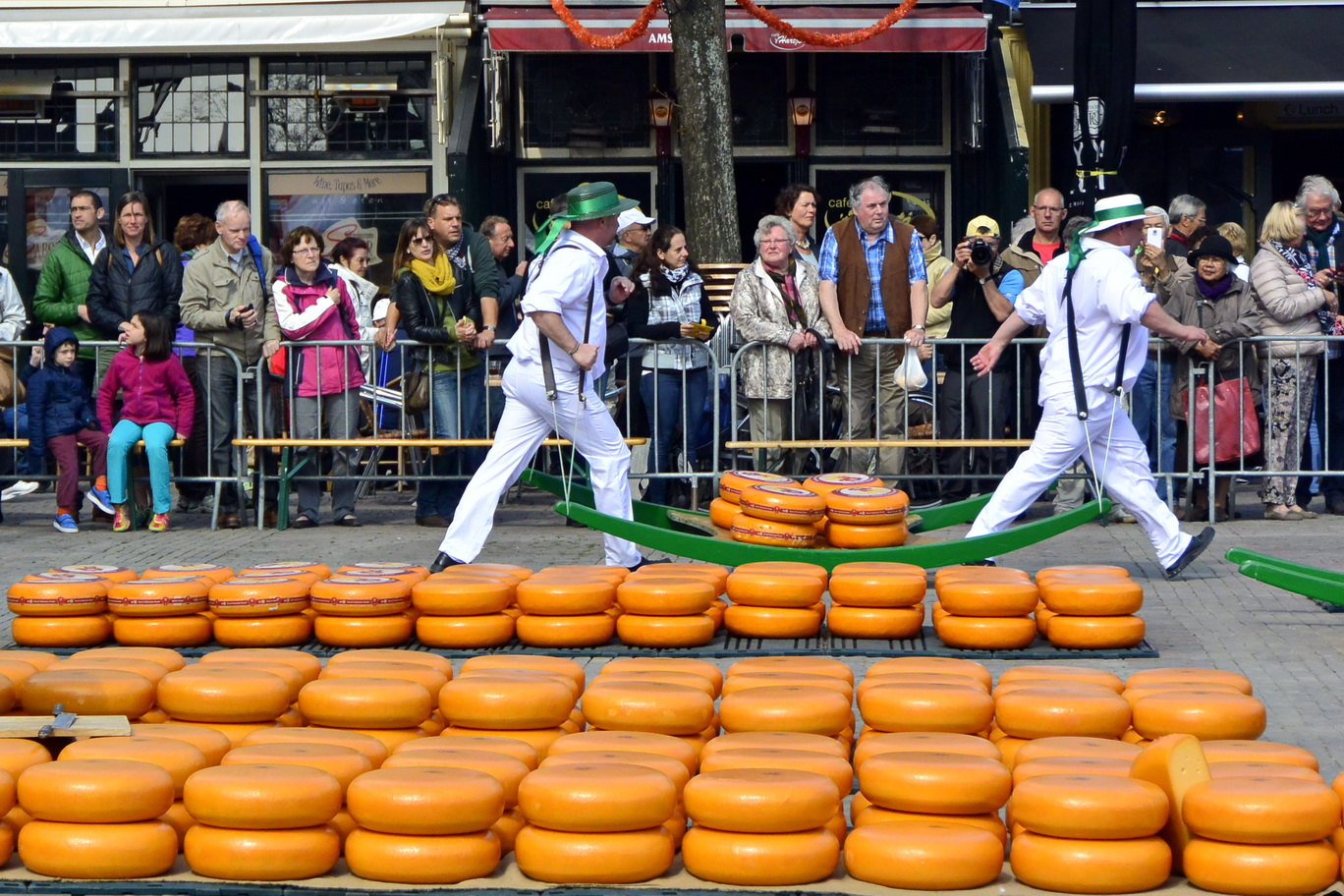
Käsemarkt

### Der Käsemarkt
Berühmt ist Alkmaar durch den seit 1365 abgehaltenen Käsemarkt (niederländisch Alkmaarse Kaasmarkt). Dieser Markt wird zwischen Ostern und dem Herbst jeden Freitag gehalten. Das Schauspiel mit den in Weiß gekleideten „Käseträgern“, welche seit 1593 in einer eigenen Gilde organisiert sind, zieht immer viele Schaulustige an.
Im Jahr 1916 beispielsweise wurden noch rund 300 Tonnen Käse pro Markttag verkauft; heute (2025) sind es noch 30 Tonnen. Bis heute hat sich die Tradition der Herstellung des Käses erheblich verändert, jedoch nicht das Interesse primär der Touristen. Jährlich besuchen etwa 170.000 Menschen den Alkmaarer Käsemarkt.
Der Käsemarkt ist der einzige in den gesamten Niederlanden, der die alten Traditionen des Verkaufs noch beibehält. So findet der Käsemarkt vom ersten Freitag im April bis zum ersten Freitag im September nur freitags vormittags statt. Ein Markttag ist in Alkmaar jedes Mal ein neues Großereignis. Morgens wird zuerst der gesamte Marktplatz gründlich aufgeräumt und gesäubert. Anschließend werden die Laibe von sogenannten „Setzern“ in lange Reihen über- und nebeneinander aufgeschichtet. Um Punkt 10 Uhr ertönt die Glocke als Startsignal. Dann laufen die Käseträger – häufig ausgestattet mit großen Tragegestellen aus Holz – kreuz und quer über den Marktplatz. Die Käselaibe werden ausgiebig getestet und darauf geboten. Feilschen ist ein wichtiger Bestandteil des Kaufes, der immer per Handschlag besiegelt wird.

#### Die Käseträgergilde
Seit dem Jahr 1593 gibt es in Alkmaar eine Käseträgergilde. Diese Gilde besteht aus vier Gruppen zu je sieben Trägern, die an der unterschiedlichen Farbe der Hüte zu erkennen sind. Zu diesen Farben zählen Rot, Grün, Blau und Gelb. Über diesen vier Gruppen steht der Käsevater; dieser ist an seinem schwarzen Stock mit dem silbernen Knauf zu erkennen.

#### Das Holländische Käsemuseum

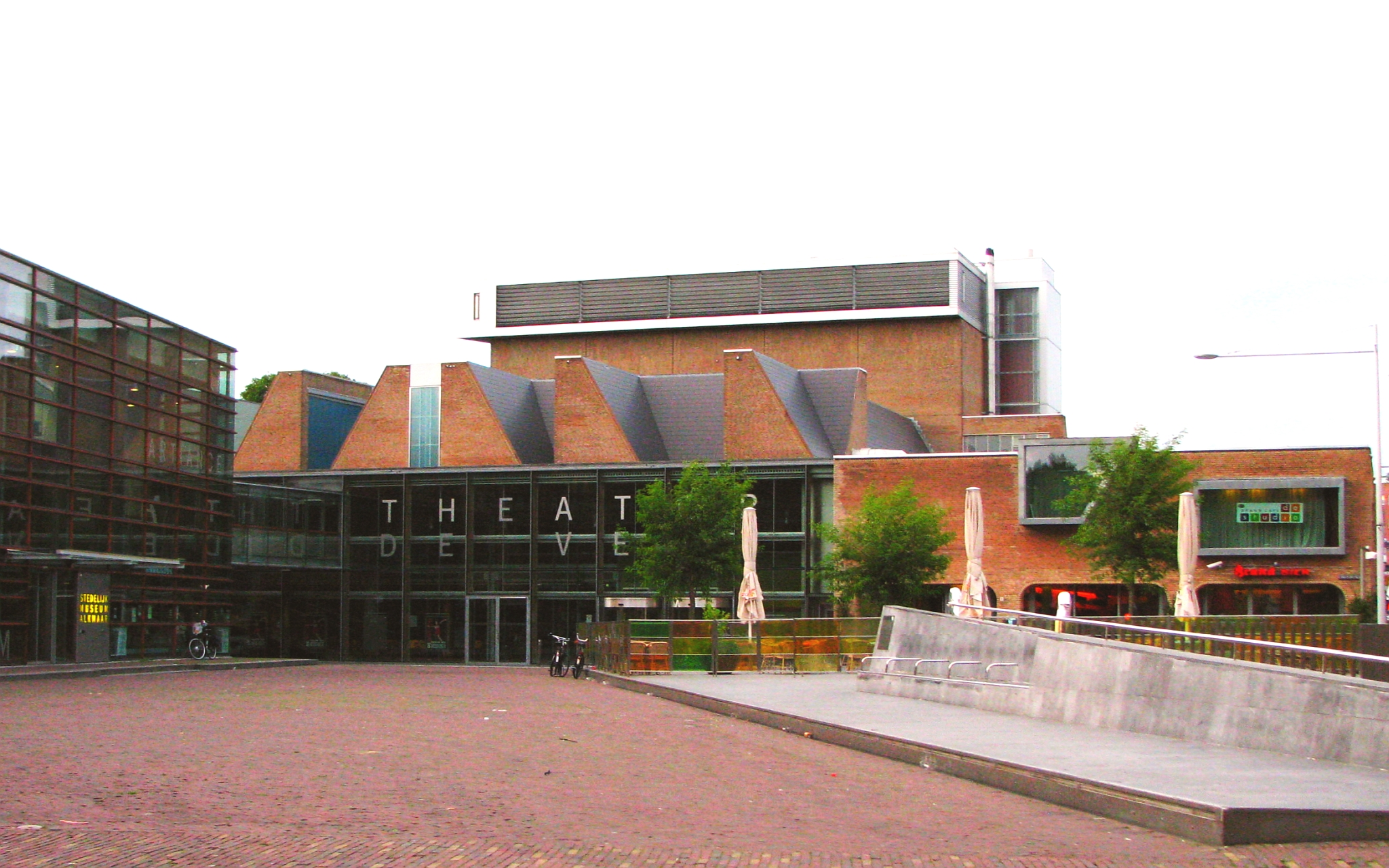
Das Theater de Verst in Alkmaar

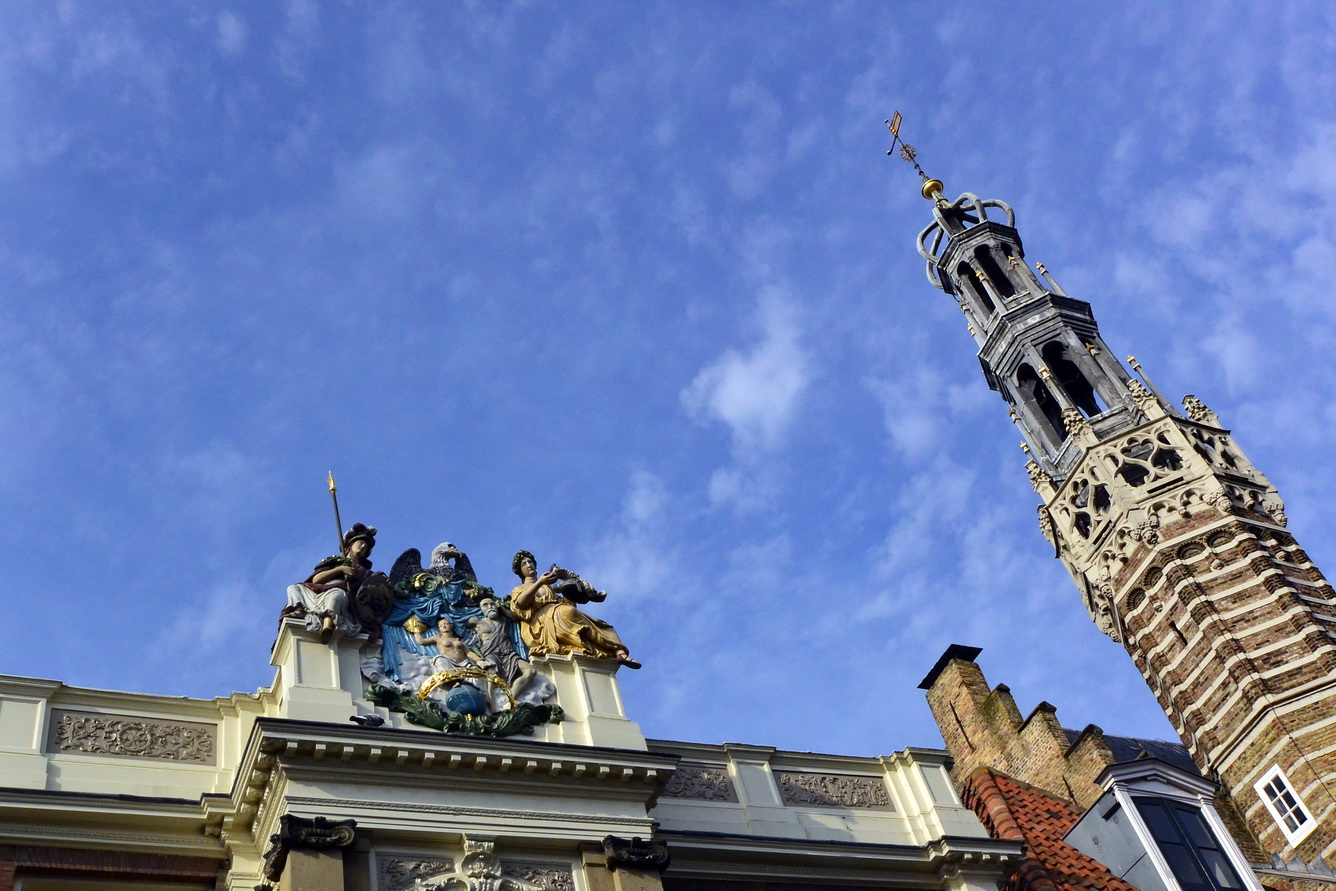
Das alte Rathaus

Das Holländische Käsemuseum (Hollands Kaasmuseum) befindet sich direkt am Marktplatz im ehemaligen Waaggebäude (De Waag). Es beschreibt die Geschichte der Produktion von Milcherzeugnissen durch den Lauf der Jahrhunderte in Verbindung mit dem damit verbundenen Handel und den Lebensumständen der Landbevölkerung. Die Sammlung besteht unter anderem aus historischen Gebrauchsgegenständen, Filmmaterial sowie Gemälden und Zeichnungen. Schon das Museumsgebäude selbst ist einen Besuch wert. Es stammt aus dem 14. Jahrhundert und ist innen und außen größtenteils noch original erhalten. Unter dem historischen Dachstuhl in der ersten Etage ist ein Teil der Sammlung untergebracht.

### Das Theater de Vest
Das Theater de Vest ist ein multikulturelles Theater der Stadt am Canadaplein nahe der „Grote Kerk“ in der Innenstadt. Das Angebot umfasst Kabarett, klassische und moderne Konzerte, Musical, Oper, Tanztheater und Tourneeveranstaltungen. Dafür stehen ein Großer Saal mit Rahmenbühne, Orchestergraben und 850 Sitzplätzen auf zwei Ebenen zur Verfügung, darüber hinaus verfügt das Theater über einen ebenerdigen Kleinen Saal mit 280 Sitzplätzen. Das Theater geht auf einen Bauentwurf des Architekten J. van der Scheer zurück und wurde nach knapp zweijähriger Bauzeit am 29. September 1978 eröffnet.

### Das Städtische Museum
Im Städtischen Museum von Alkmaar (Stedelijk museum Alkmaar) ist unter anderem eine außergewöhnliche Sammlung von Gemälden alter Meister aus dem 16. und 17. Jahrhundert, darunter das berühmte Bild des Interieurs der Laurenskirche von Pieter Saenredam, zu finden. Außerdem sind dort viele weitere berühmte und interessante Gemälde zu finden, die sich unter anderem auf die spanische Belagerung im Jahr 1573 beziehen.
- Geographische Lage= 52° 38′ 1″ N, 4° 44′ 48″ O

### Das nationale Biermuseum
Das nationale Biermuseum „De Boom“ (Nederlands Biermuseum De Boom) befindet sich in einem alten Brauereigebäude aus dem 17. Jahrhundert. Es zeigt den gesamten Prozess des Bierbrauens und viele Dinge mehr rund ums Bier. So bekommt der Besucher eine Übersicht über die Geschichte dieses Getränks sowie seine Rolle in den Niederlanden und einer Stadt wie Alkmaar. Nach dem Besuch des Museums kann eine der 86 niederländischen Biersorten in der „Probierkneipe“ im Untergeschoss des Gebäudes getestet werden.

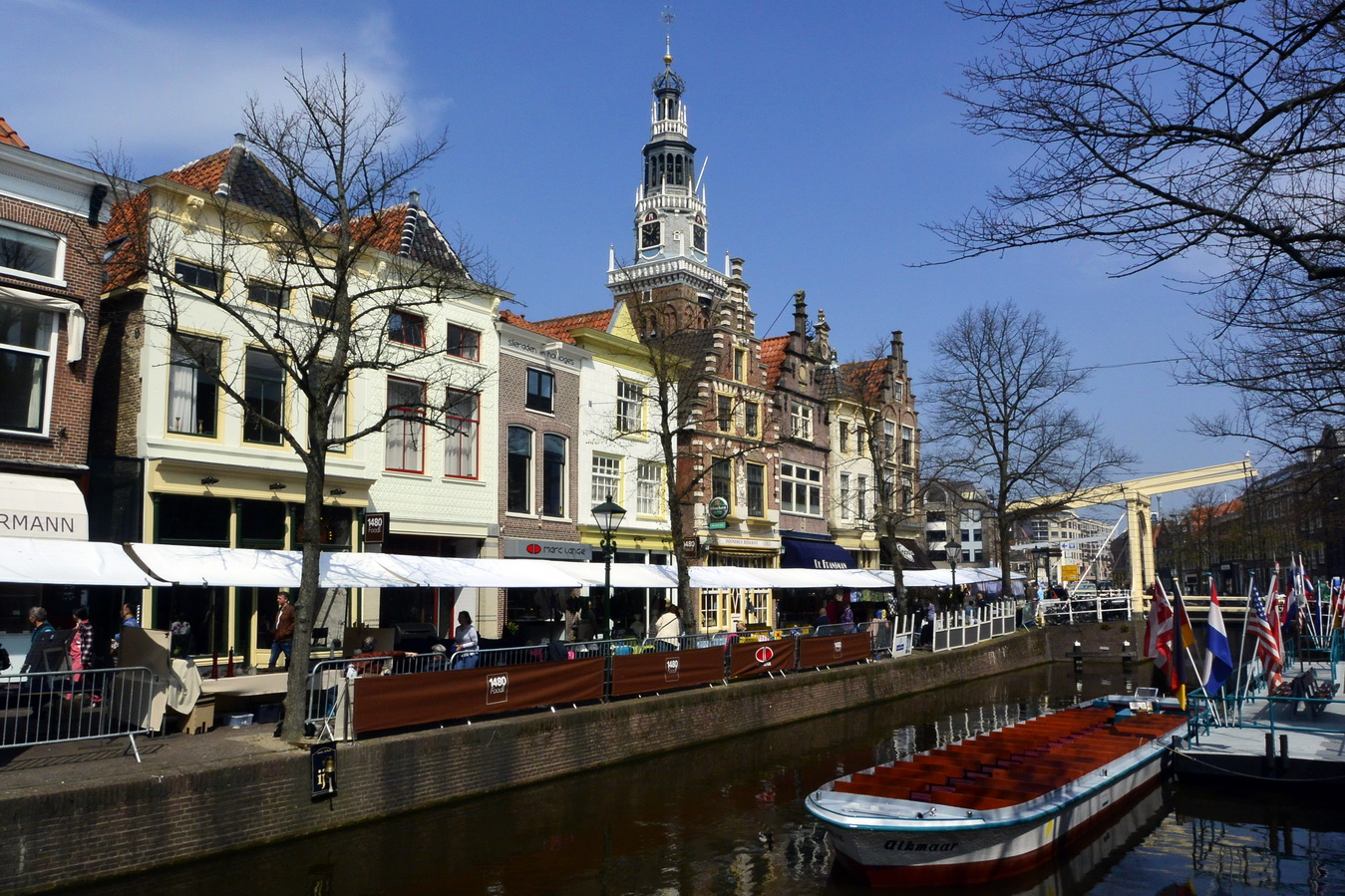
Altstadt mit De Waag (Die Waage) im Hintergrund

- Geographische Lage= 52° 37′ 56″ N, 4° 45′ 2″ O

### Die Altstadt
Die Altstadt mit ihren alten Häusern, darunter das „Haus mit der (aus dem Jahr 1573 stammenden) Kugel“ mit Holzgiebel, der verborgenen Remonstrantenkirche und den kleinen Grachten ist eine Sehenswürdigkeit für sich.
Alkmaar hat viele kleine Museen. Am Rand der Innenstadt, an der Stelle des ehemaligen Theaters „Het Gulden Vlies“, wo Rudi Carrell als Junge seine ersten Auftritte hatte, wurde ihm Mitte 2007 ein Denkmal gesetzt. Mit Aufstellung der Bronze-Büste wurde der historische Platz von der Gemeinde Alkmaar offiziell als „Rudi Carrellplaats“ benannt. Geschaffen wurde das Kunstwerk von Bildhauer Carsten Eggers. Die Beschriftung des Denkmals ist zweisprachig, in Niederländisch und Deutsch.

### Die St.-Laurens-Kirche
Die Große oder St.-Laurens-Kirche (Grote Kerk oder St. Laurenskerk) stammt aus dem 15. und 16. Jahrhundert. Die zu Beginn katholische und später protestantische Kirche wurde entwidmet und dient heute als Ausstellung zur eigenen Kirchengeschichte und für Konzertveranstaltungen. Die einstige Kirche besitzt als niederländisches Nationaldenkmal noch zwei alte, gut erhaltene Orgeln. Die ältere stammt aus dem Jahr 1511, die andere Orgel wurde im 17. Jahrhundert vom deutschen Orgelbaumeister Franz Caspar Schnitger gefertigt.

### Mühle die Große – Mühle von Piet
„Mühle die Große“, wie sie damals hieß, oder nach 1884 auch „Mühle von Piet“ (Molen De Groot / Molen van Piet) ist eine von fünf Mühlen auf dem eigentlichen Stadtgebiet von Alkmaar und acht weiteren auf dem äußeren. Sie ist eine Galerieholländermühle, eine typisch holländische Stadtmühle, im Jahr 1769 aus Stein hoch und schlank erbaut, wie ihr Schmuckschild zeigt, auf dem früheren Clarissenbollwerk am ehemaligen Kennemertor (Kennemerpoort). 1884 kaufte Cornelis Piet die Mühle und ließ im Parterre eine Wohnung einrichten. 1955 wurden Flügel mit Vorheck und Bremsklappen eingebaut. Sie hat drei Mahlgänge, die Königswelle ist ein alter Schiffsmast und damit älter als die Mühle selbst. Über vier Generationen betrieb die Familie Piet die Mühle, sie wird von Mitgliedern der Familie Piet noch gewartet, obwohl sie seit Stilllegung 1993 der Alkmarer Gemeindeverwaltung gehört, denn bis dato mahlte sie noch Korn. Durch Stadtratsbeschluss wurde das alte Zentrum zur verkehrsberuhigten Zone erklärt, so dass Korn- und Mehltransporte nicht mehr erlaubt waren. Die Mühle mahlt seitdem nur noch „voor de Prins – für den Prinzen“ – ohne Korn.
- Geographische Lage= 52° 37′ 48″ N, 4° 44′ 30,4″ O

Insgesamt dreizehn malerische alte Windmühlen gibt es auf dem Gebiet von Alkmaar. 

### Impressionen

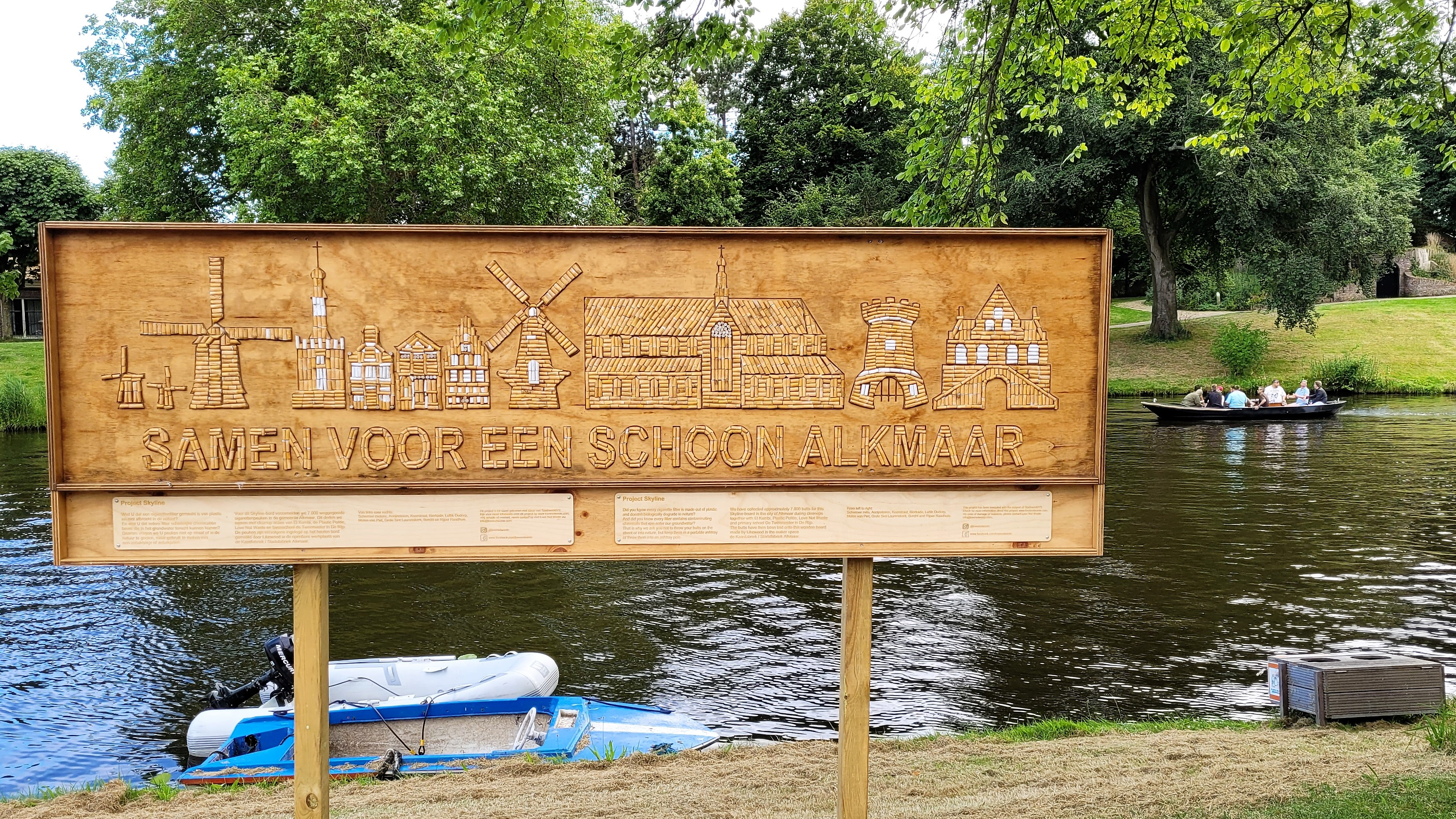
Hinweistafel
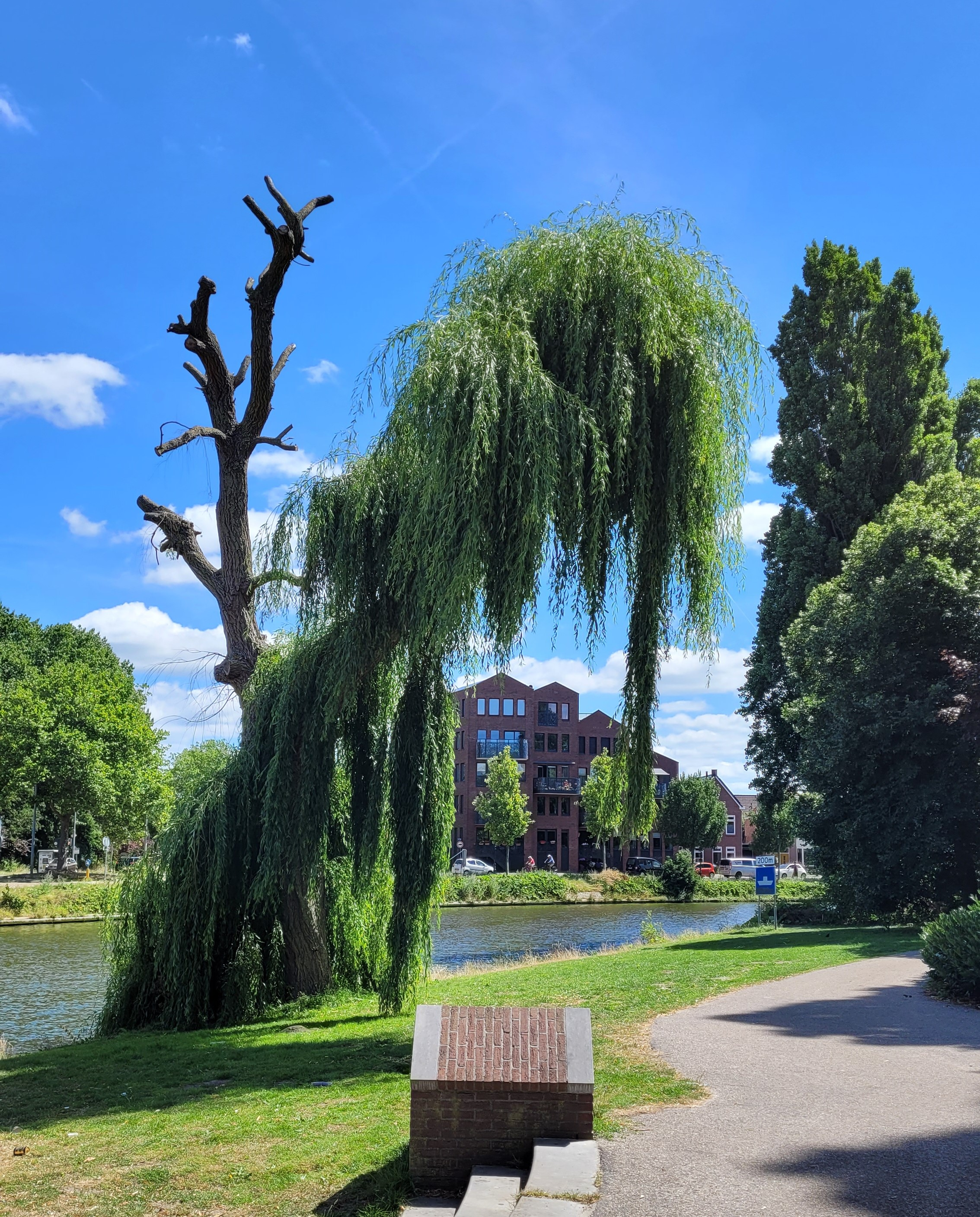
Kanal westlich der Altstadt von Alkmaar
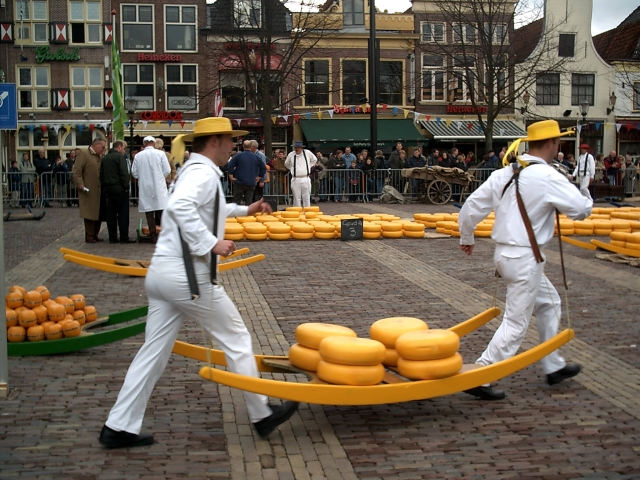
Käsemarkt in Alkmaar
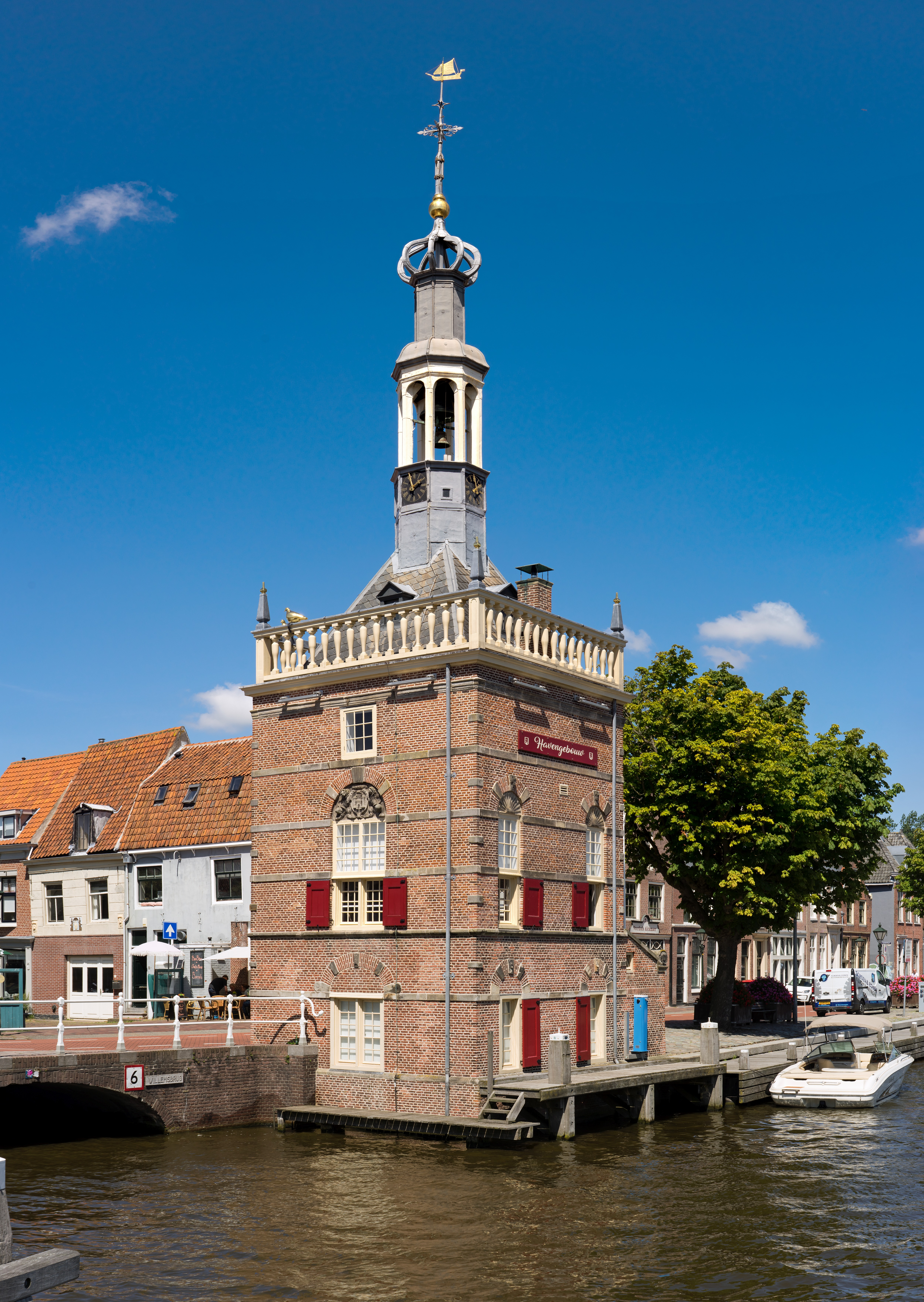
Der Akzisenturm (Accijnstoren)
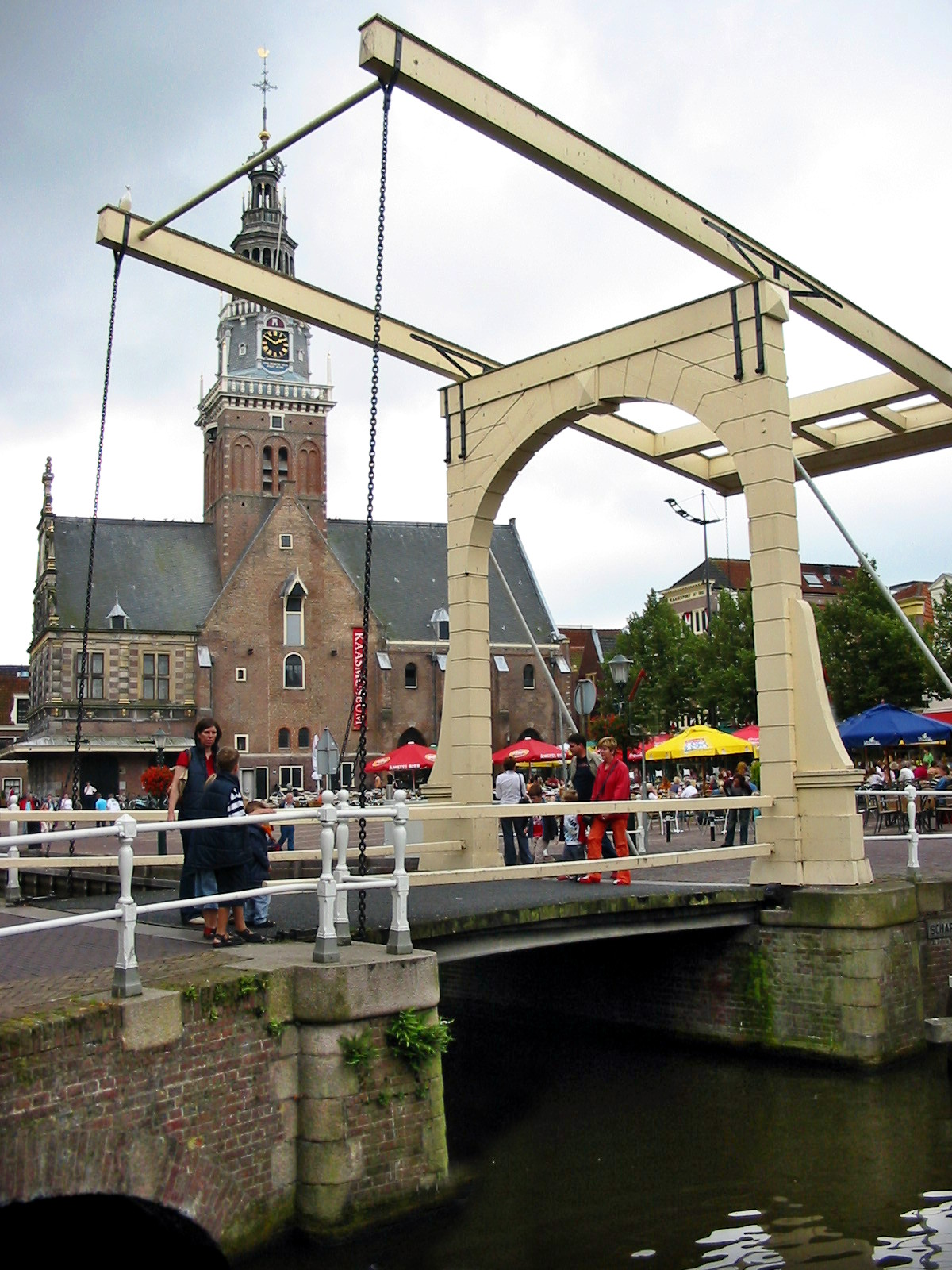
Das Käsemuseum
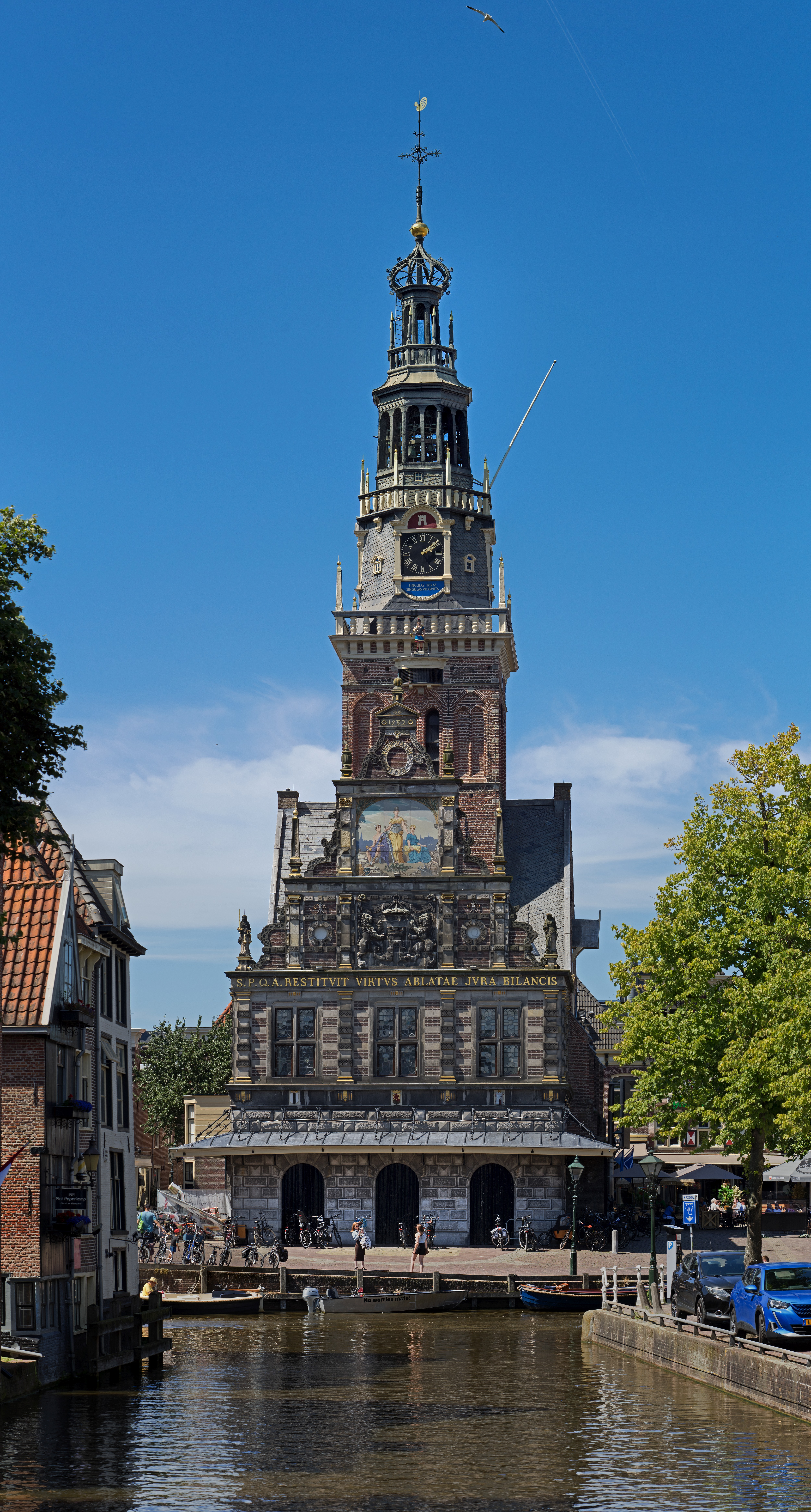
De Waag
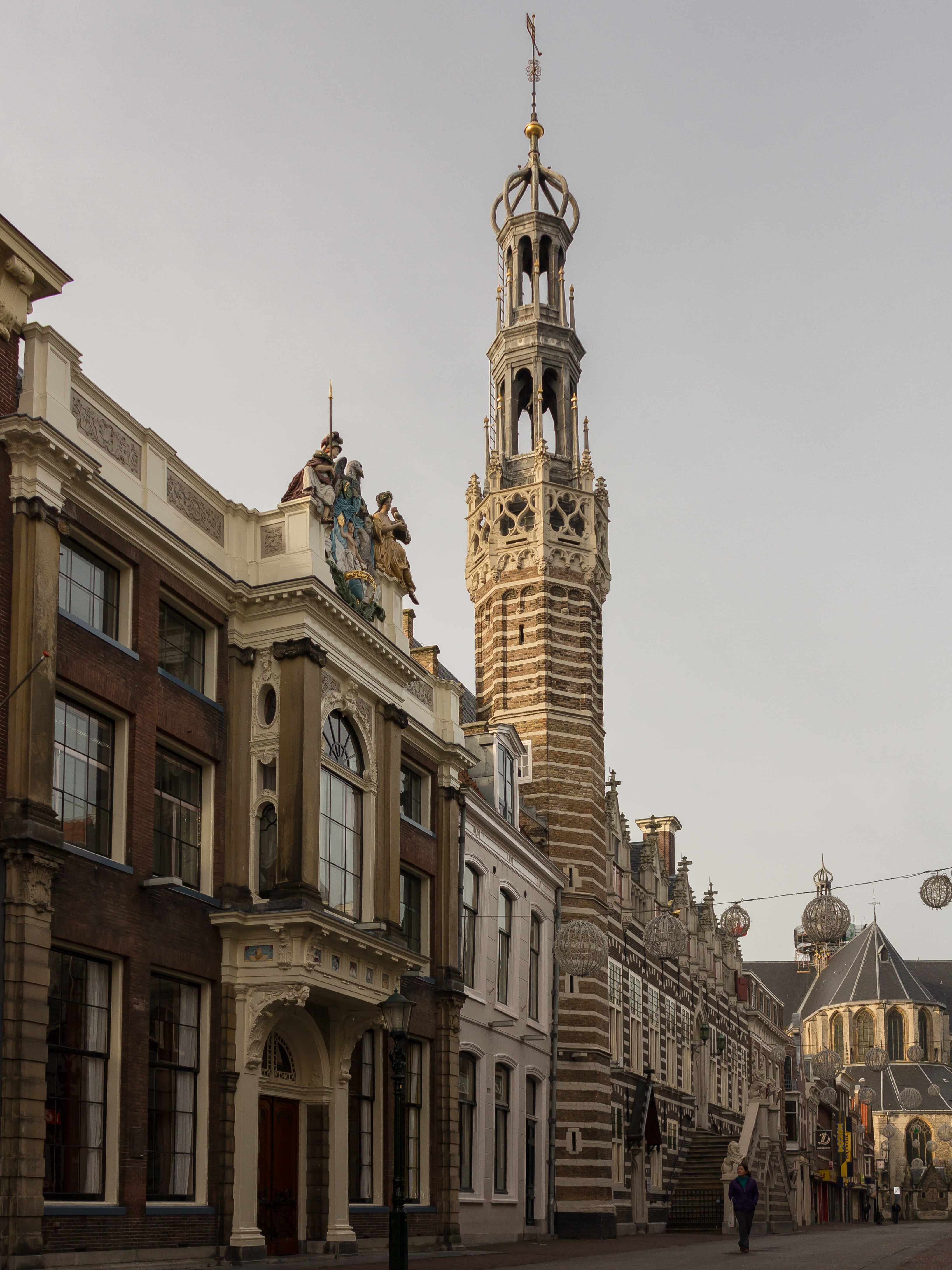
Turm des Rathauses
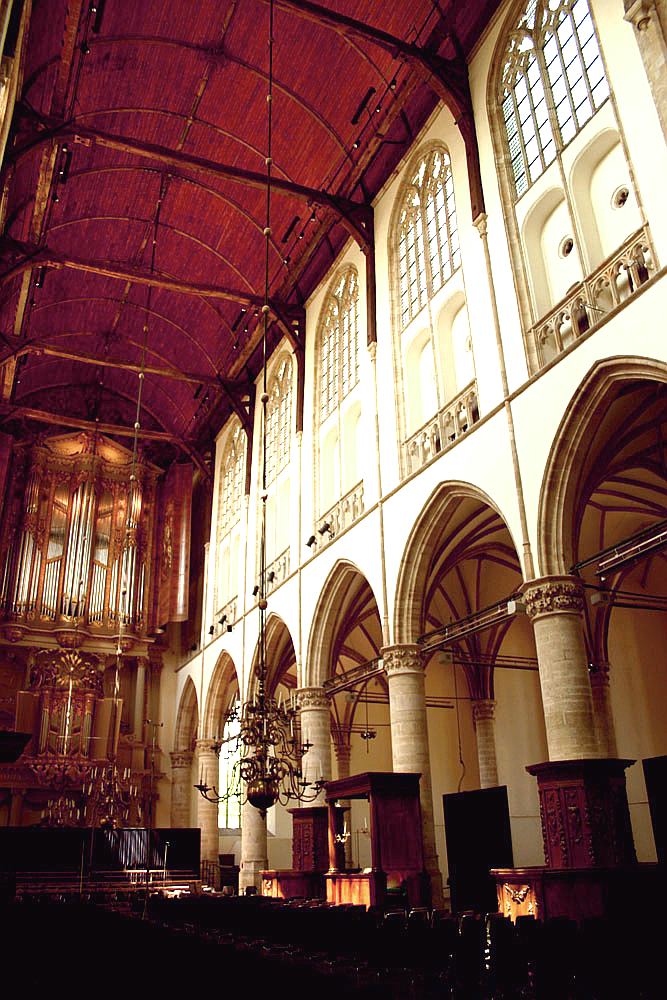
St.-Laurens-Kirche
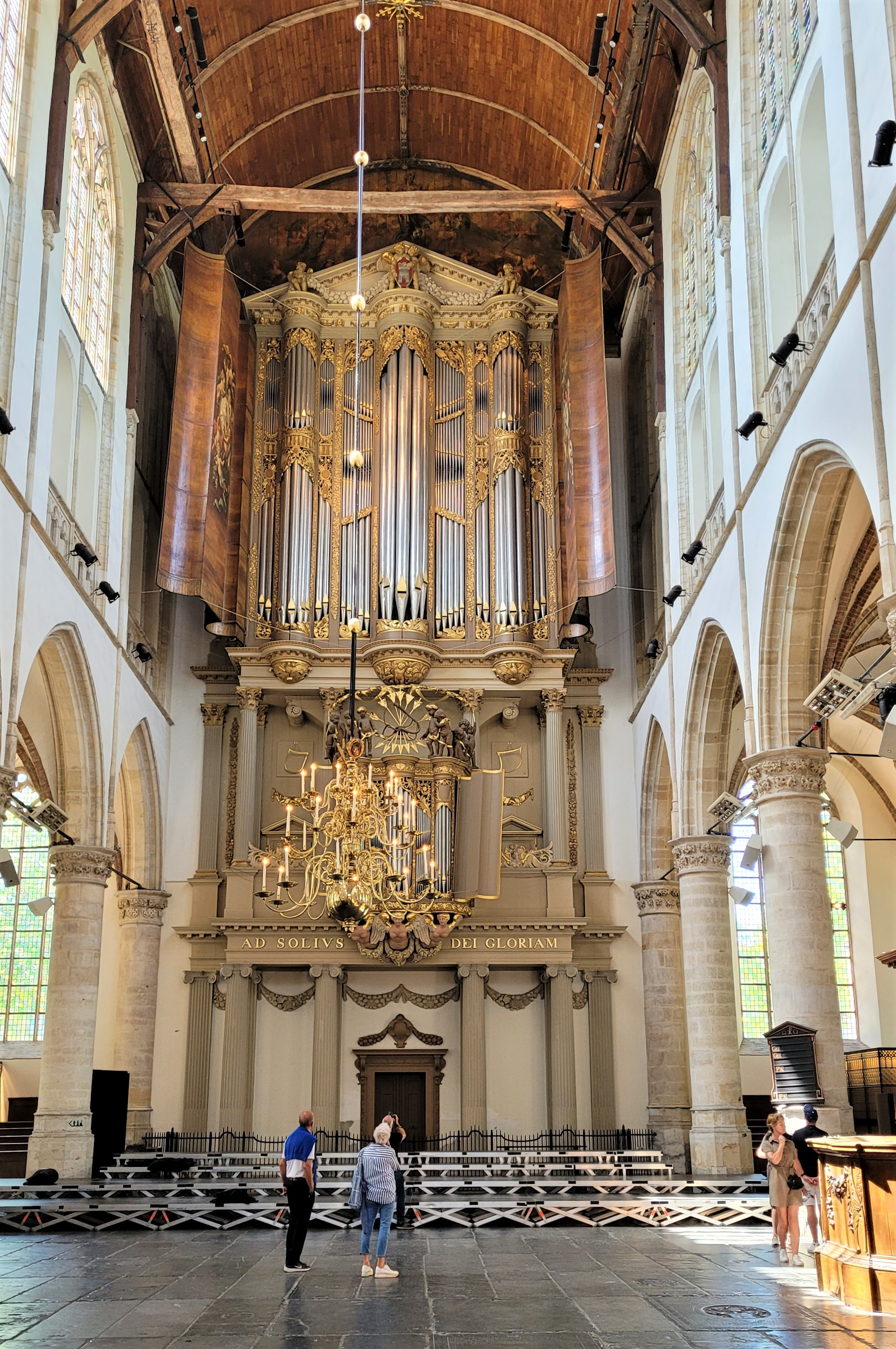
Orgel der St. Laurenskerk
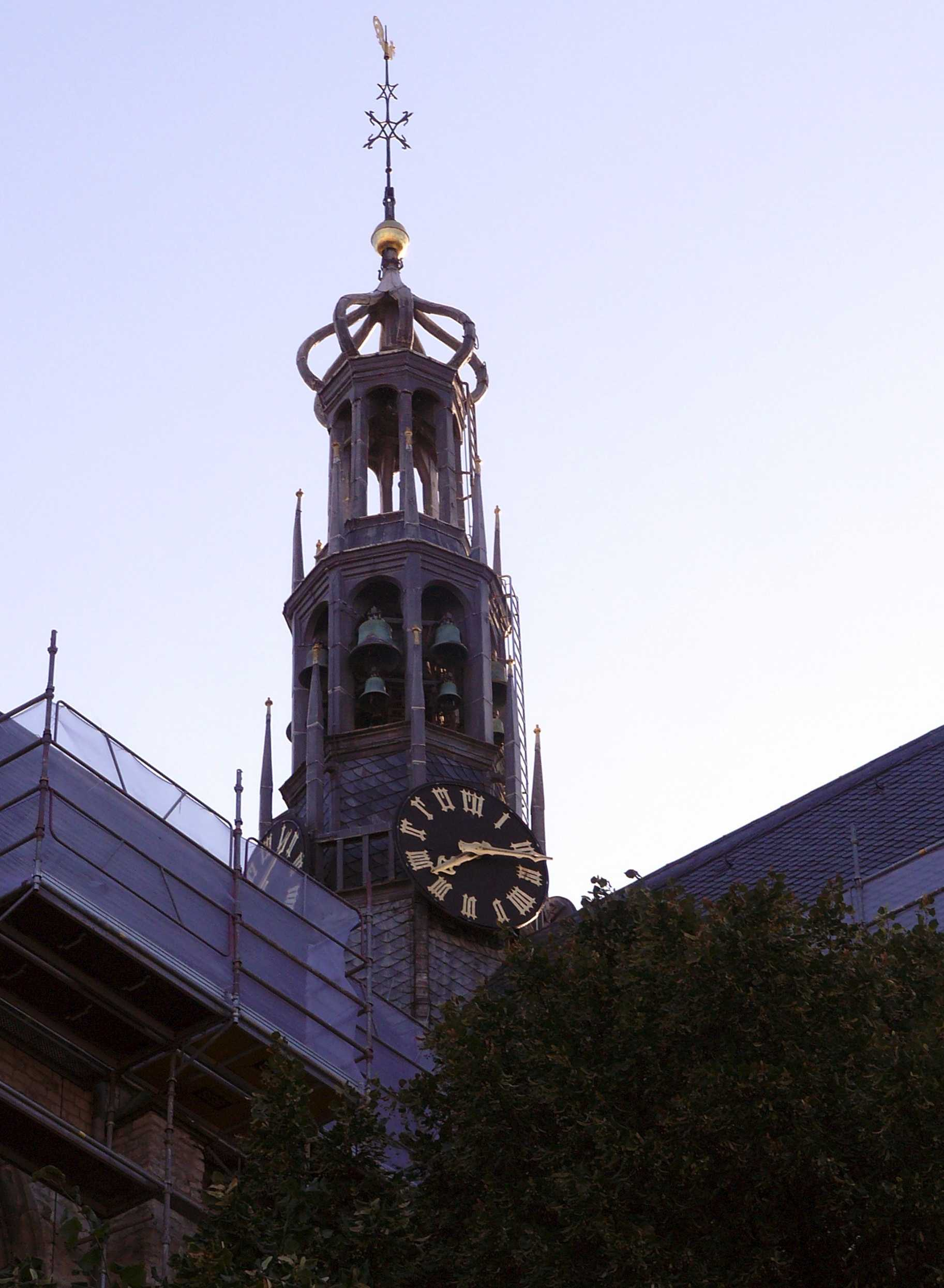
Turm der St.-Laurens-Kirche
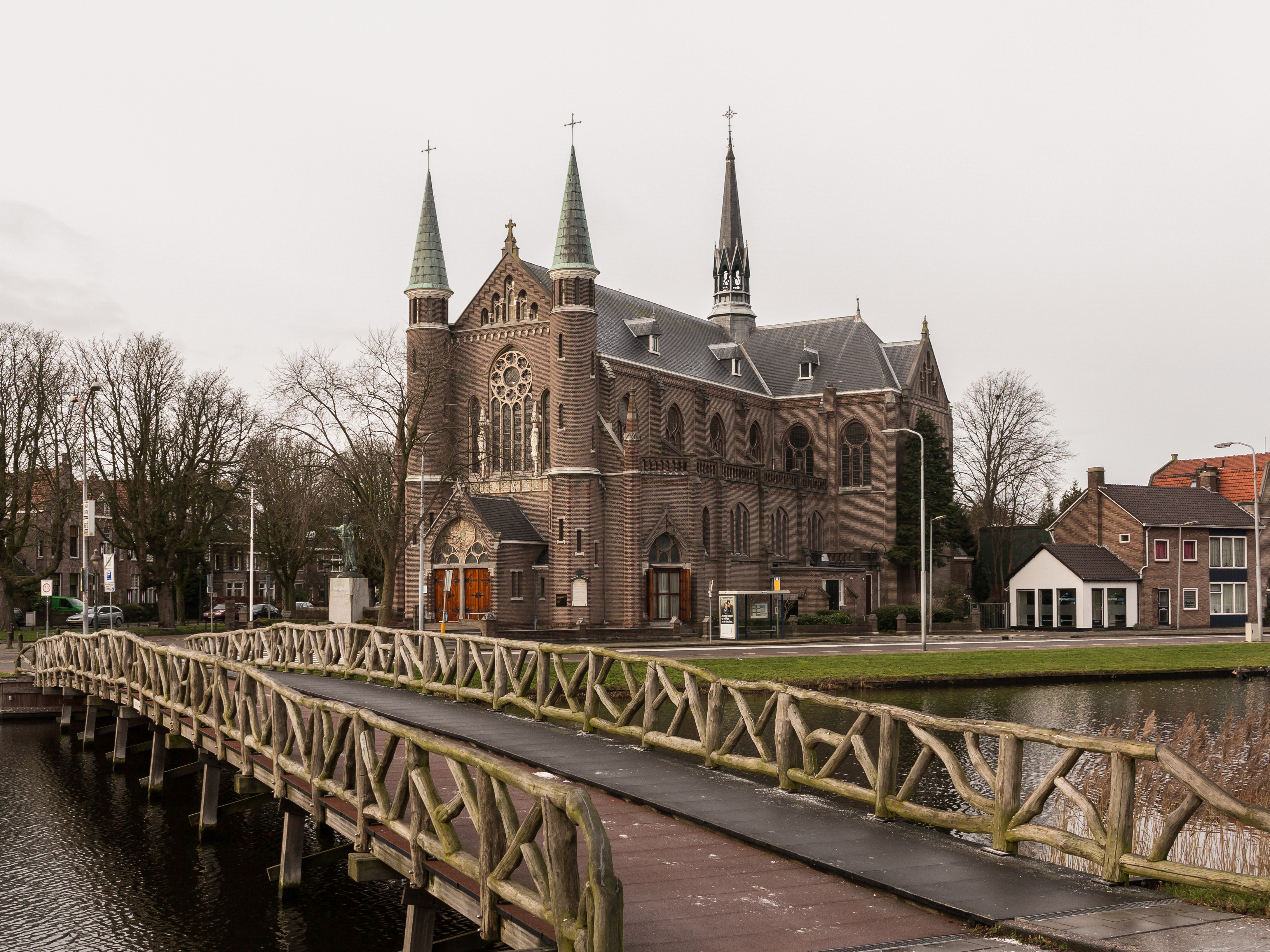
Sankt-Joseph-Kirche mit Nassaubrücke
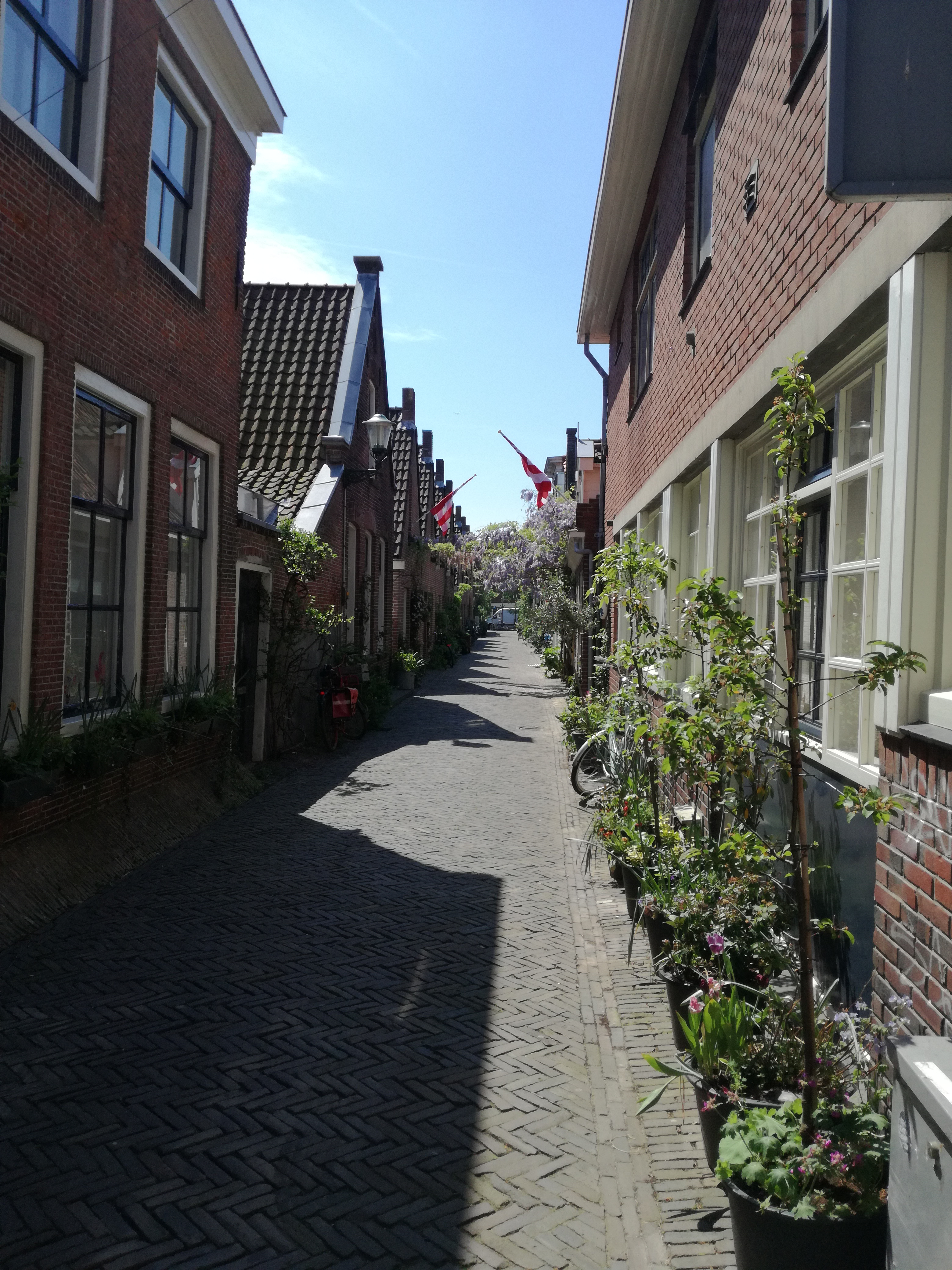
Hekelstraat
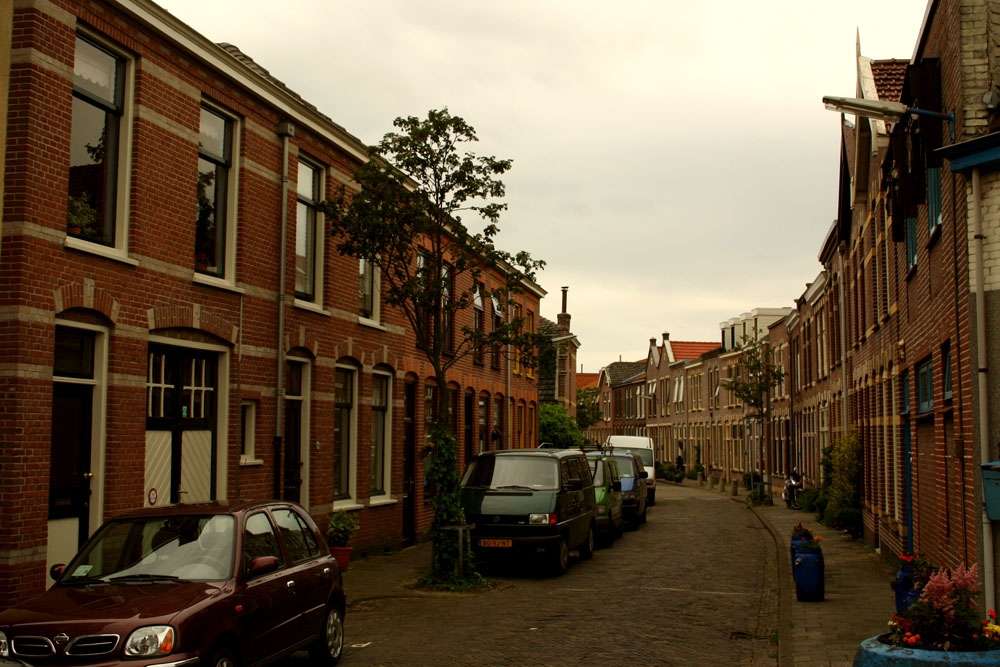
Straßenzug in Alkmaar (Stadterweiterung 1910–1920)
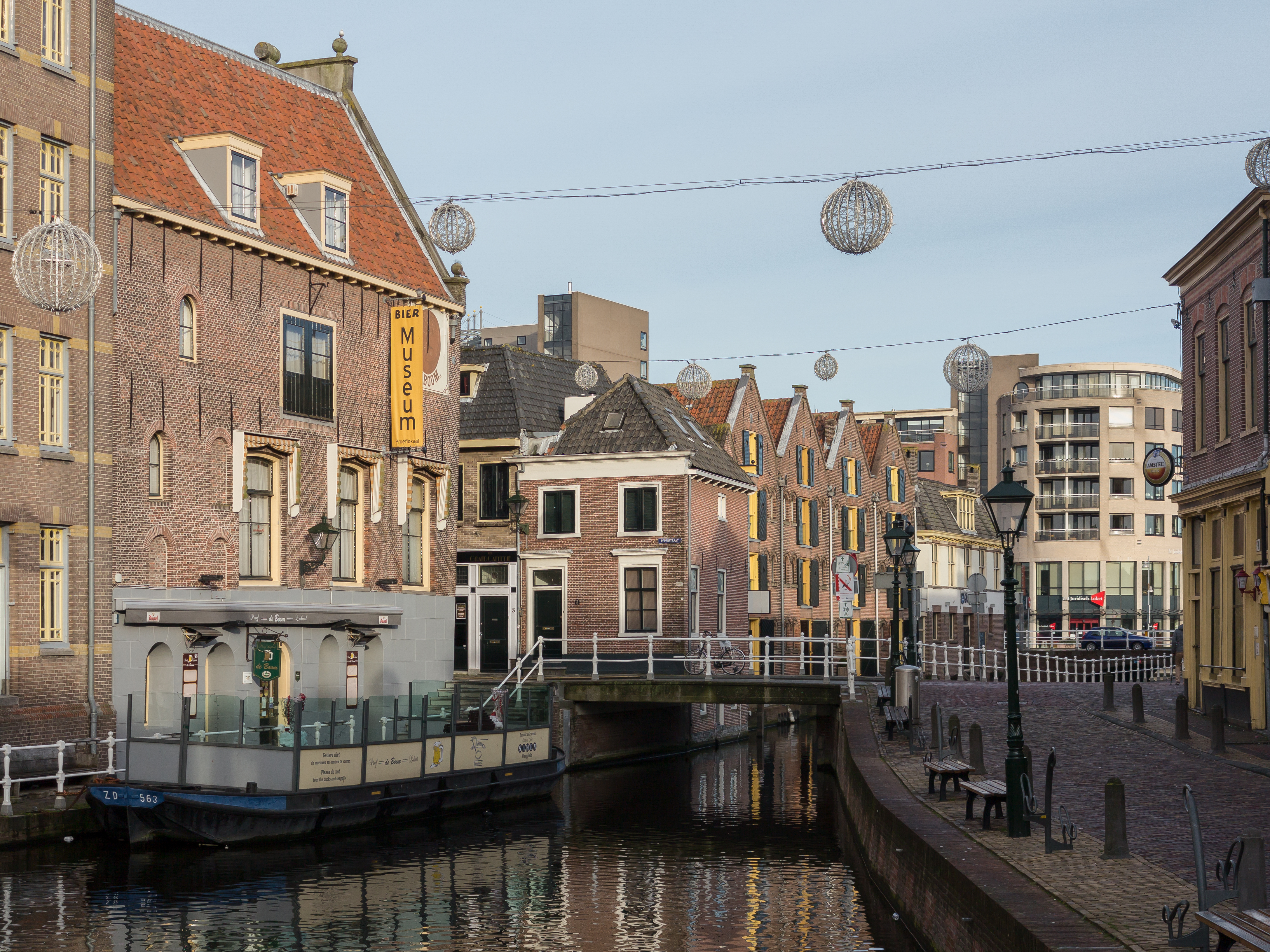
de Mient am Biermuseum
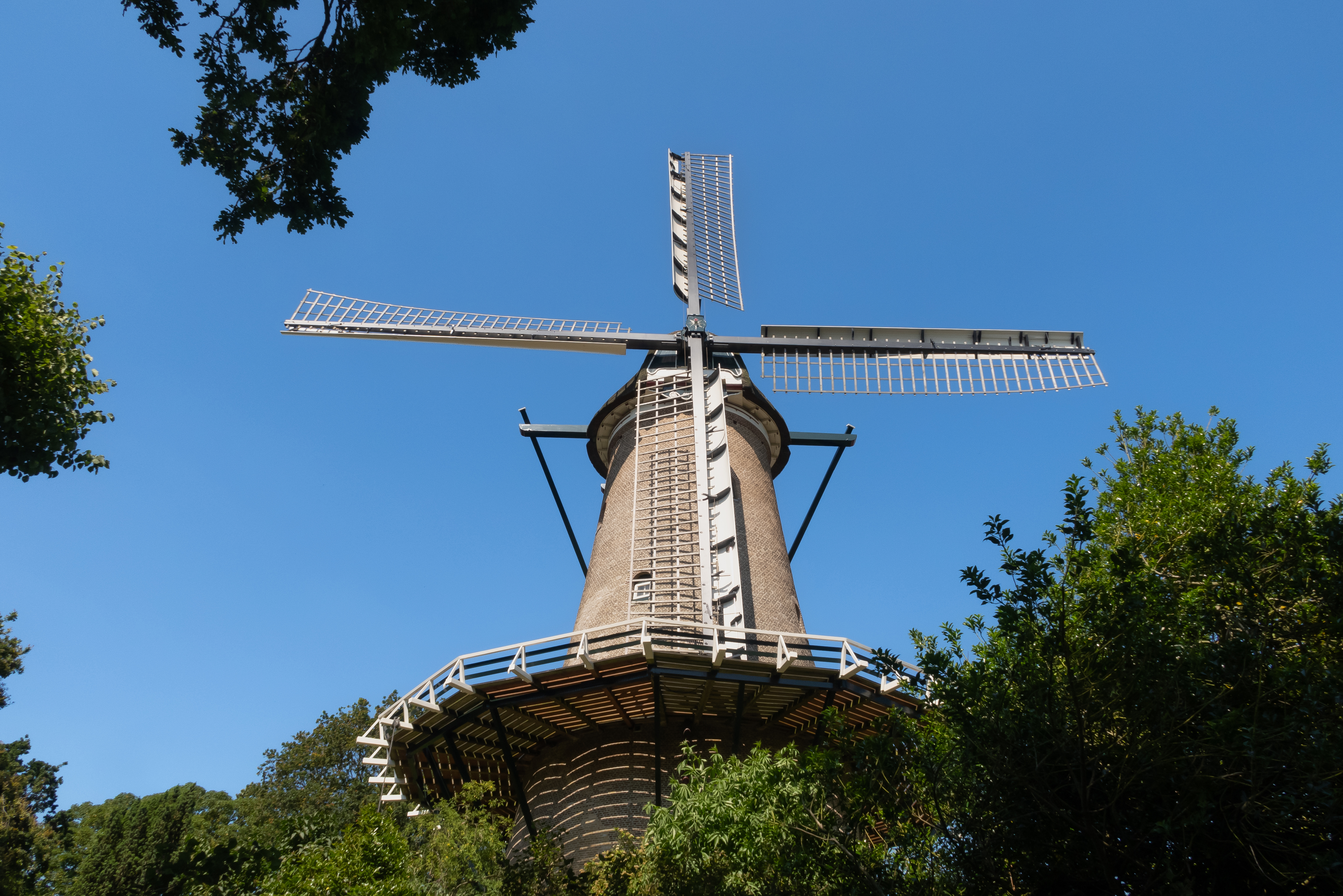
Mühle die Große oder nach 1884 Mühle von Piet, erbaut 1769
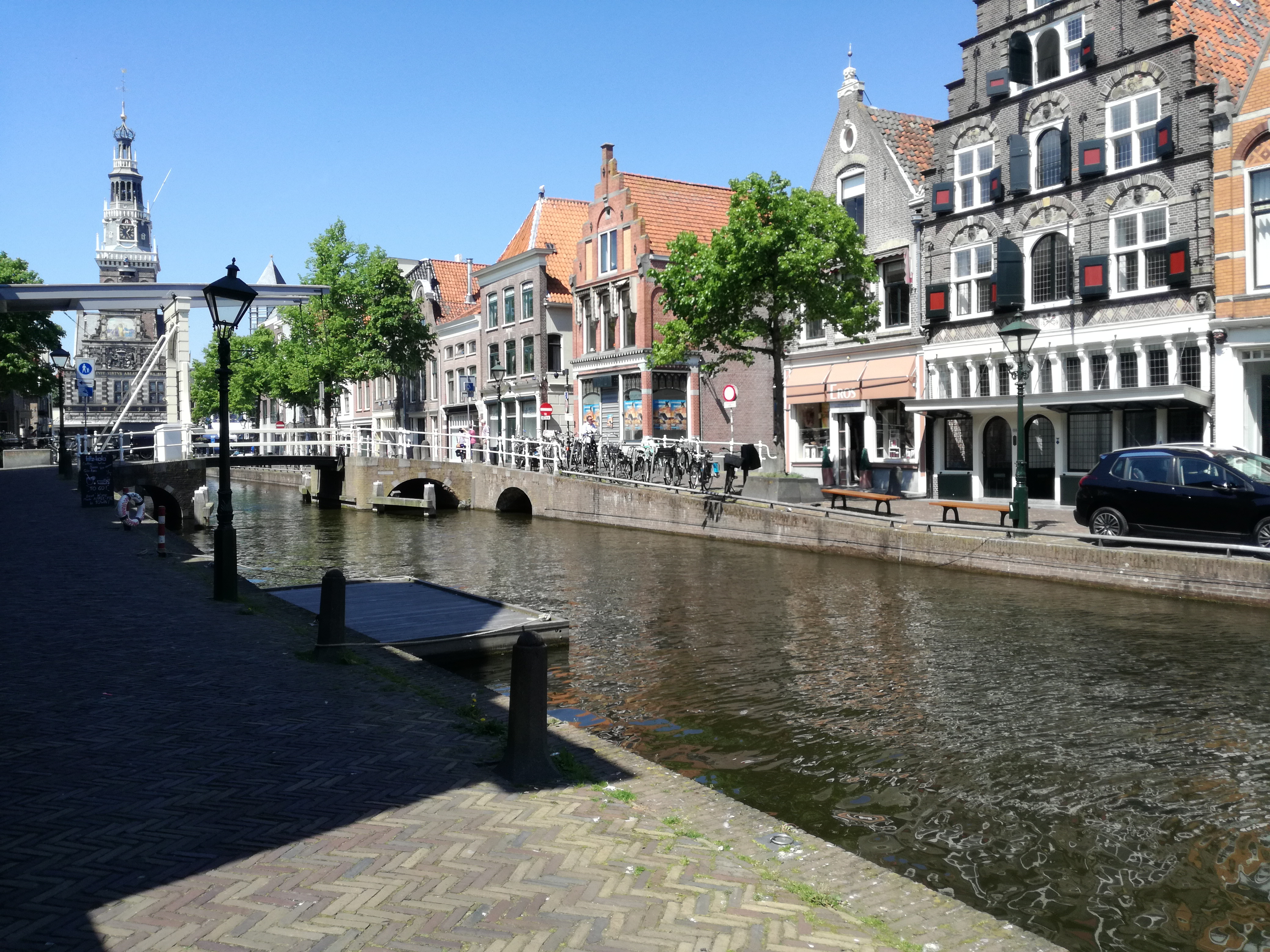
Zijdam
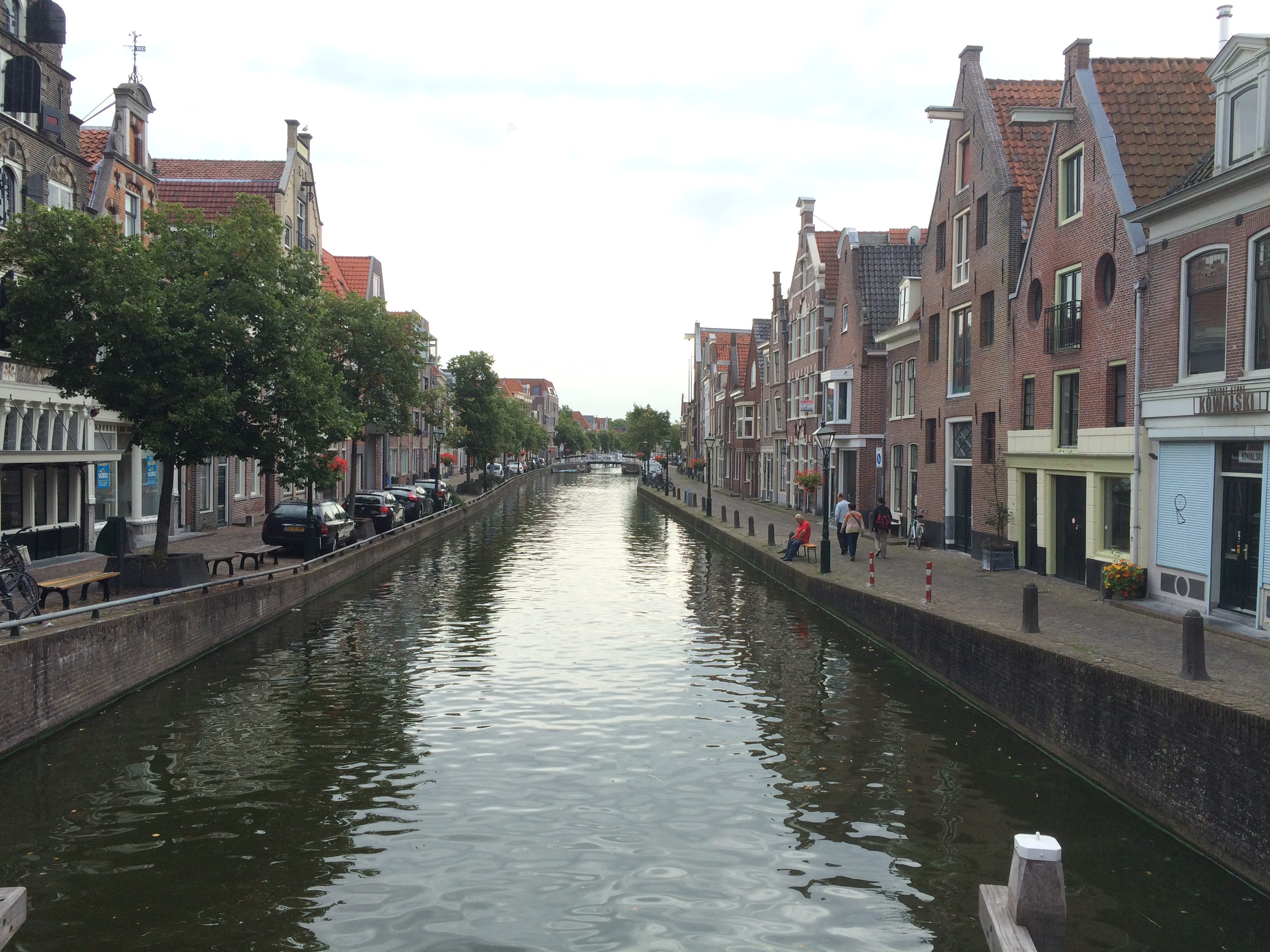
Gracht in Alkmaar
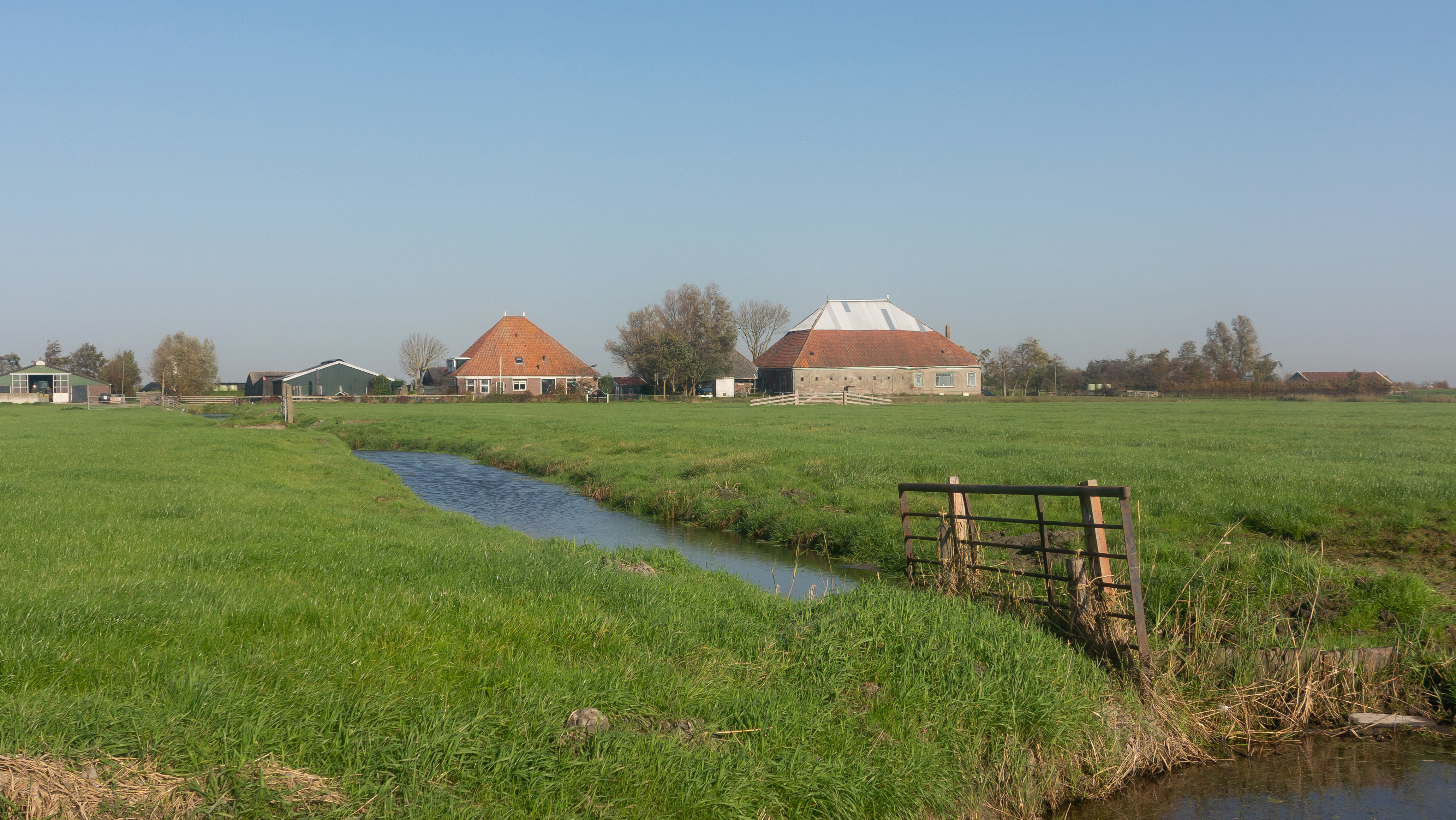
West-Graftdijk, die Farmen am Dwarsweg und Ringdijk
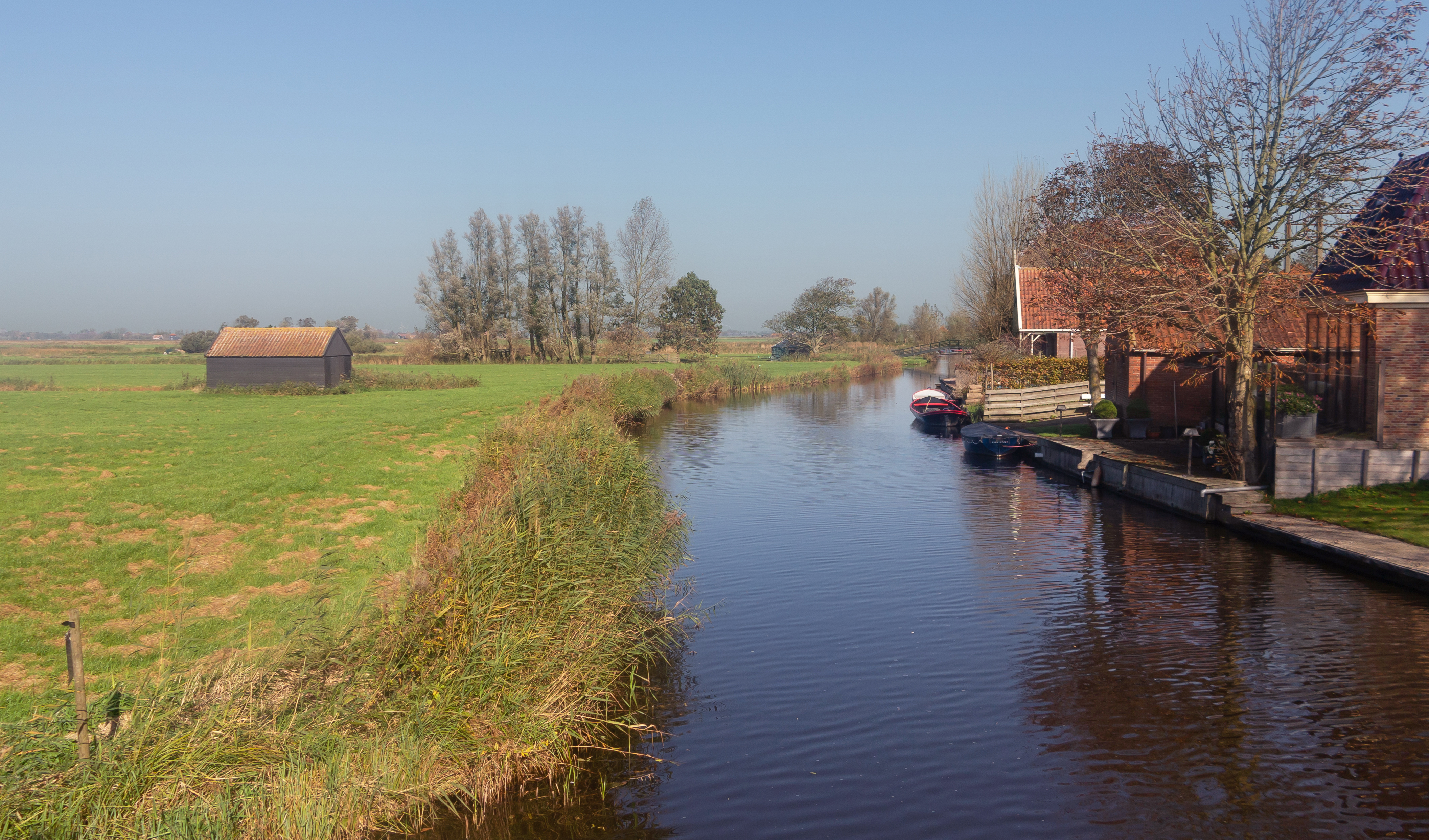
bei Graft, Graben im Polder
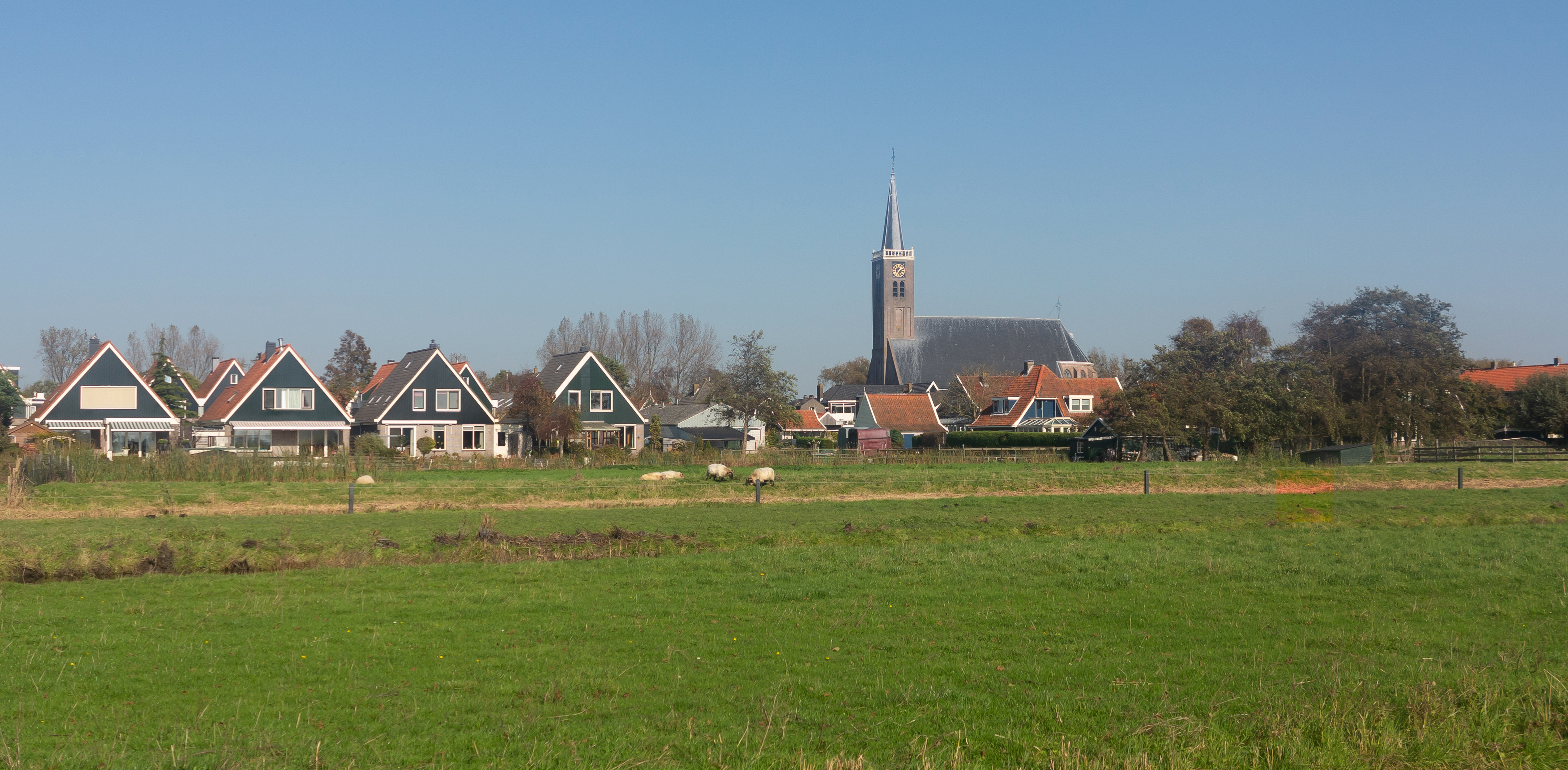
Schermerhorn, Blick auf das Dorf

## Sport

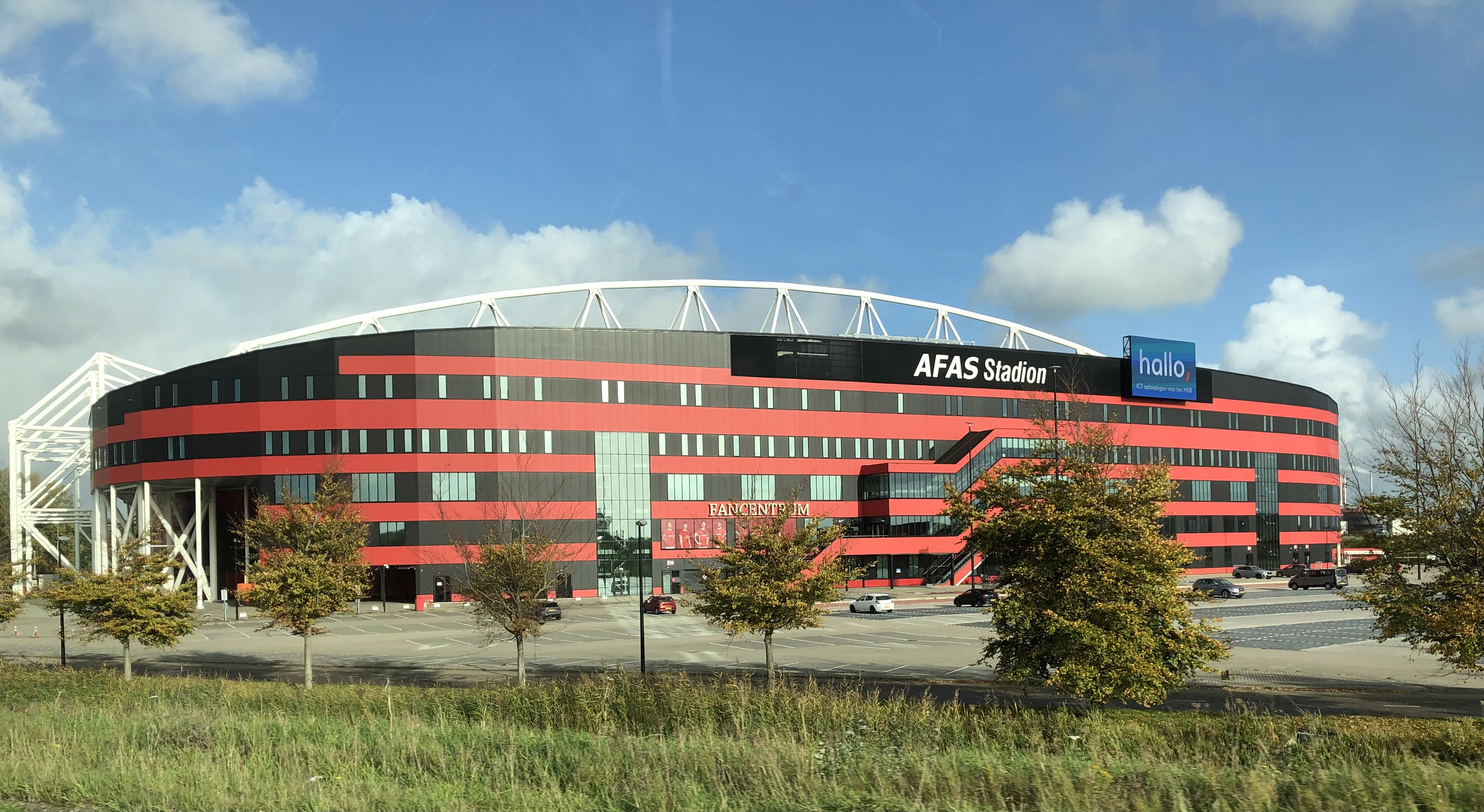
Das AFAS-Stadion

Der wichtigste Sportverein in Alkmaar ist der Profi-Fußballclub AZ Alkmaar. AZ hatte seine bisher größte Zeit Anfang der 1980er Jahre. 1981 holte der Club mit der niederländischen Meisterschaft und dem niederländischen Pokal das Double und zog im selben Jahr ins Finale des UEFA-Cups ein. Heute gehört AZ Alkmaar wieder zu den erfolgreichsten Fußballklubs der Niederlande. 2009 wurde der Verein zum zweiten Male niederländischer Meister. Im Südosten der Stadt befindet sich das 2006 fertiggestellte AFAS-Stadion des Vereins.

## Persönlichkeiten

### Söhne und Töchter der Stadt
- Jan van Scorel (1495–1562), Maler
- Petrus Nannius (1496–1557), Dichter, Altphilologe und Renaissance-Humanist des 16. Jahrhunderts
- Cornelis Cooltuyn († 1569), Theologe
- Cornelis van de Nijenburg (1530–1610), Patrizier und Bürgermeister von Alkmaar
- Adriaan Anthonisz (≈1543–1620), Bürgermeister, Festungsbaumeister, Mathematiker
- Jan van Egmond van de Nijenburg (1551–1621), Patrizier, Bürgermeister von Alkmaar und Mitglied der aristokratischen Familie Van Egmond van de Nijenburg
- Willem Blaeu (1571–1638), Kartograf und Verleger
- Adriaan Metius (1571–1635), Mathematiker
- Cornelis Jacobszoon Drebbel (1572–1633), Erfinder, Physiker, Alchemist und Mechaniker
- Gerrit van Egmond van de Nijenburg (1576–1636), Aristokrat, Bürgermeister von Alkmaar und Mitglied der aristokratischen Familie Egmond van de Nijenburg
- Joan Blaeu (1596–1673), Kartograf und Kupferstecher
- Thomas van Egmond van de Nijenburg (1599–1675), Patrizier der Stadt Alkmaar und Politiker
- Anthonie Jansz. van der Croos (1606/1607–1662/1663), Maler und Zeichner
- Emanuel de Witte (≈1617–1692), Maler
- Johan van Egmond van de Nijenburg (1618–1712), Aristokrat und Bürgermeister von Alkmaar
- Willem de Fesch (1687–1761), Violinist und Komponist
- Pieter Plas (1810–1853), Landschafts- und Tiermaler sowie Kunstpädagoge
- Anna Louisa Geertruida Bosboom-Toussaint (1812–1886), Schriftstellerin
- Bernardus Gerardus ten Berge (1825–1875), Landschafts- und Tiermaler
- Cornelis Willem Bruinvis (1829–1922), Apotheker, Lokalhistoriker, Archivar und Kunsthistoriker
- Hendrik Dirk Kruseman van Elten (1829–1904), Landschaftsmaler, Radierer und Lithograph
- Hartog Jakob Hamburger (1859–1924), Physiologe und Hochschullehrer
- Cécile de Jong (1866–1944), Schriftstellerin und Feministin
- Cornelia de Lange (1871–1950), Medizinerin, Pädiaterin, Hochschullehrerin
- André Carrell (1911–1968), Komiker
- Cornelis Berkhouwer (1919–1992), Politiker, Präsident des Europäischen Parlaments (1973–1975)
- Jan Rol (1933–2012), Radrennfahrer
- Rudi Carrell (1934–2006), Showmaster
- Dirk Marie Schenkeveld (1934–2021), Klassischer Philologe (Gräzist)
- Dick Vennik (1940–2022), Jazzmusiker
- Thea Vignau-Wilberg (* 1940), niederländisch-deutsche, Kunsthistorikerin, Musikwissenschaftlerin, Kuratorin und Konservatorin
- Sybilla Dekker (* 1942), Politikerin (VVD)
- Harm Ottenbros (1943–2022), Radrennfahrer
- Dick Quax (1948–2018), neuseeländischer Leichtathlet
- Jacqueline Cramer (* 1951), Politikerin
- Gerrie Slot (* 1954), Radrennfahrer
- Frans Hoek (* 1959), Fußballspieler und -trainer
- Maarten Asscher (* 1957), Autor und Verleger
- Gerard Joling (* 1960), Popsänger
- Joost Zwagerman (1963–2015), Schriftsteller und Publizist
- Marieke Stam (* 1964), Eisschnellläuferin
- Paul van Zelm (* 1964), Hornist und Hochschullehrer
- Marco Borsato (* 1966), Sänger
- Michael Vergers (* 1969), Autorennfahrer
- Edwin Brienen (* 1971), Filmregisseur
- Macha van der Vaart (* 1972), Hockeyspielerin
- Steven de Jongh (* 1973), Radrennfahrer
- Tom Six (* 1973), Filmregisseur
- Bram de Groot (* 1974), Radrennfahrer
- Iwan Baan (* 1975), Fotograf
- Kim Plugge (* 1975), Schweizer Ruderin
- Martin van Bentem (* 1980), Tänzer
- Bastiaan Giling (* 1982), Radrennfahrer
- Wesley Harms (* 1984), Dartspieler
- Aleister Black (* 1985), Wrestler
- Yvonne Hak (* 1986), Mittelstreckenläuferin
- Patrick Kos (* 1986), Radrennfahrer
- Dr. Peacock (* 1988), Musikproduzent und DJ
- Nycke Groot (* 1988), Handballspielerin
- Mohammed Ajnane (* 1990), niederländisch-marokkanischer Fußballspieler
- Shona Shukrula (* 1991), Fußballschiedsrichterin
- Wesley Hoedt (* 1994), Fußballspieler
- Thomas Ouwejan (* 1996), Fußballspieler
- Stijn Spierings (* 1996), Fußballspieler
- Jasper Schendelaar (* 2000), Fußballspieler
- Sefa Vlaarkamp (* 2000), Musikproduzent und DJ
- Kenneth Taylor (* 2002), Fußballspieler
- Yusuf Barası (* 2003), Fußballspieler
- Lewis Schouten (* 2004), Fußballspieler

### Weitere Persönlichkeiten
- Erwin Bowien (1899–1972), Autor und Maler; schuf zahlreiche Bilder in Alkmaar und Umgebung[5]
- Wilma Landkroon (* 1957), Sängerin; lebte in Alkmaar zur Zeit ihrer größten Erfolge